# Искусство Германии

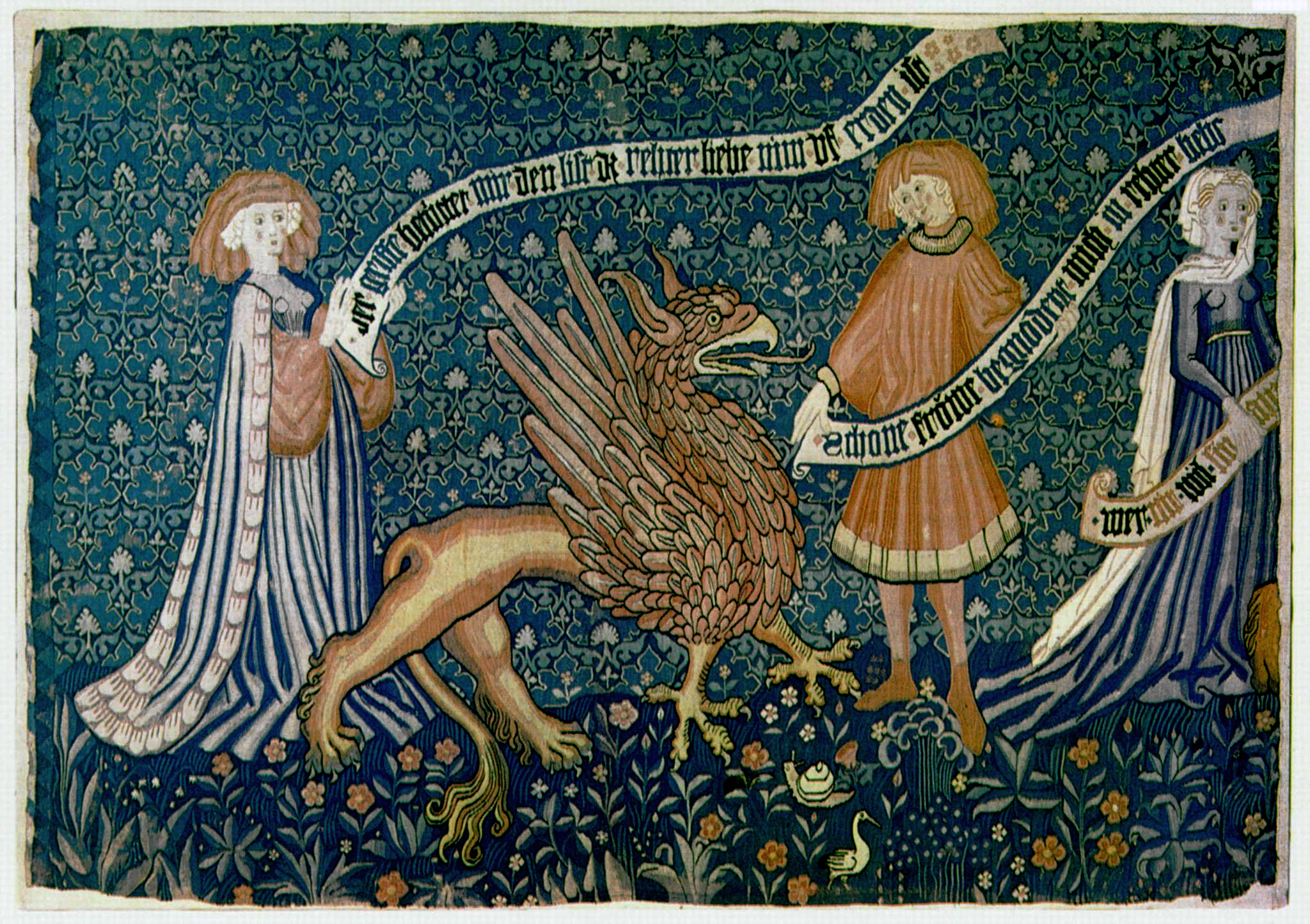
Ковер. XV в. Берлин

Истоки искусства Германии берут своё начало в глубокой древности, когда германские племена пришли на земли Римской империи в эпоху крушения античного способа производства.

## Раннее Средневековье

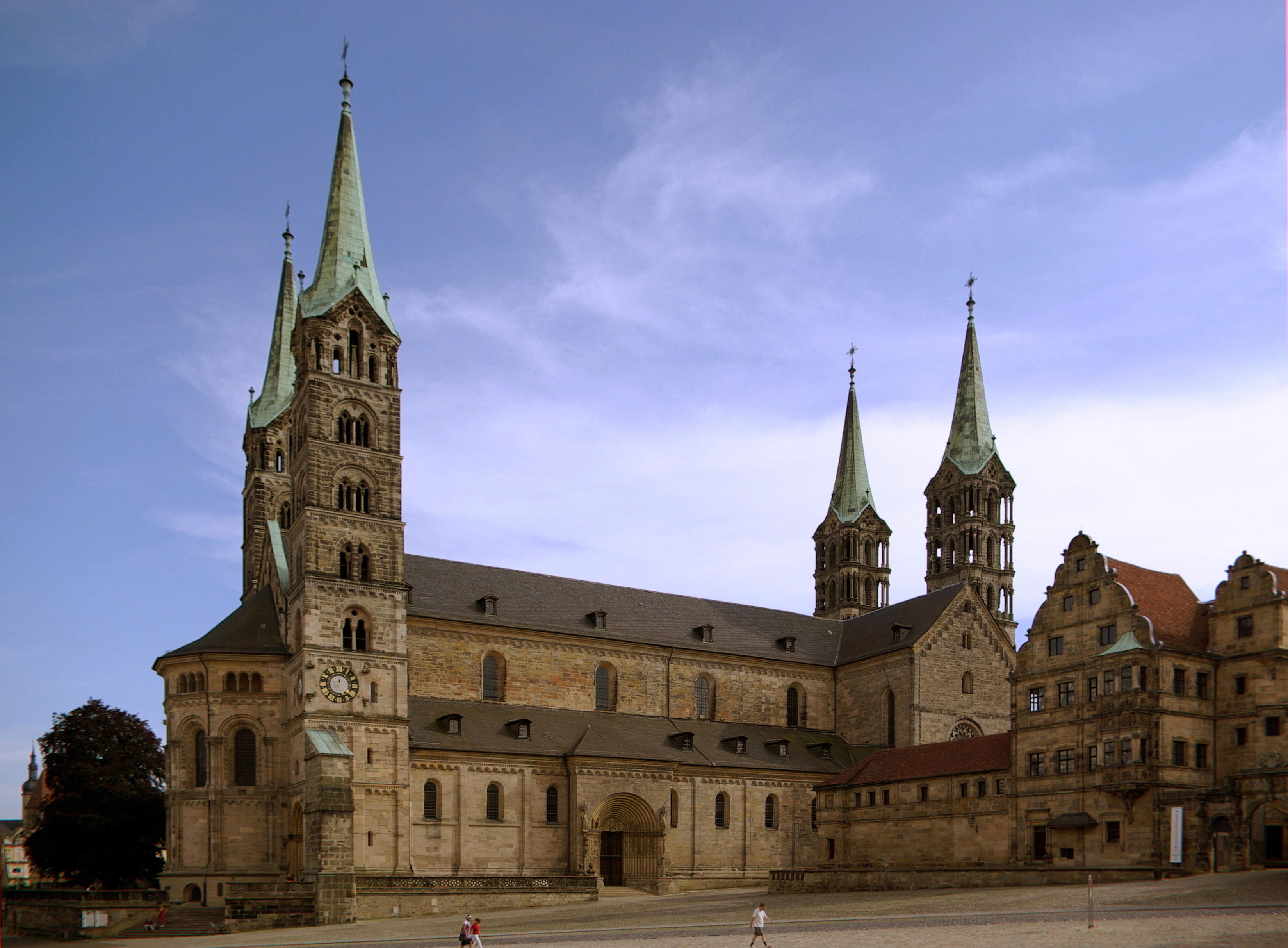
Кафедральный собор, Бамберг, алтарная часть

В эпоху раннего Средневековья на нынешних землях Германии сложились племенные объединения швабов (алеманов), франков, баваров, тюрингов, саксов, гессов и т. д. Территории, где они жили, и получили позже названия Швабия, Бавария, Тюрингия, Гессен и т. д. Эти названия сохранились и за феодальными княжествами, и в современных названиях федеральных земель Германии. Земли под военным давлением франков объединили в единое государство Каролингов, которое развалилось в 843 году. Учёные лишь с этого периода ведут отсчёт исключительно немецкого искусства в пределах Восточно-франкского королевства.
В каролингскую эпоху (687—911 гг.) сложились феодальные отношения, было введено христианство, местная культура испытала влияние византийской культуры. С 962 года Восточно-франкское королевство получило название Германская империя, позже известная как Священная Римская империя и Священная Римская империя германской нации.

## Романская эпоха

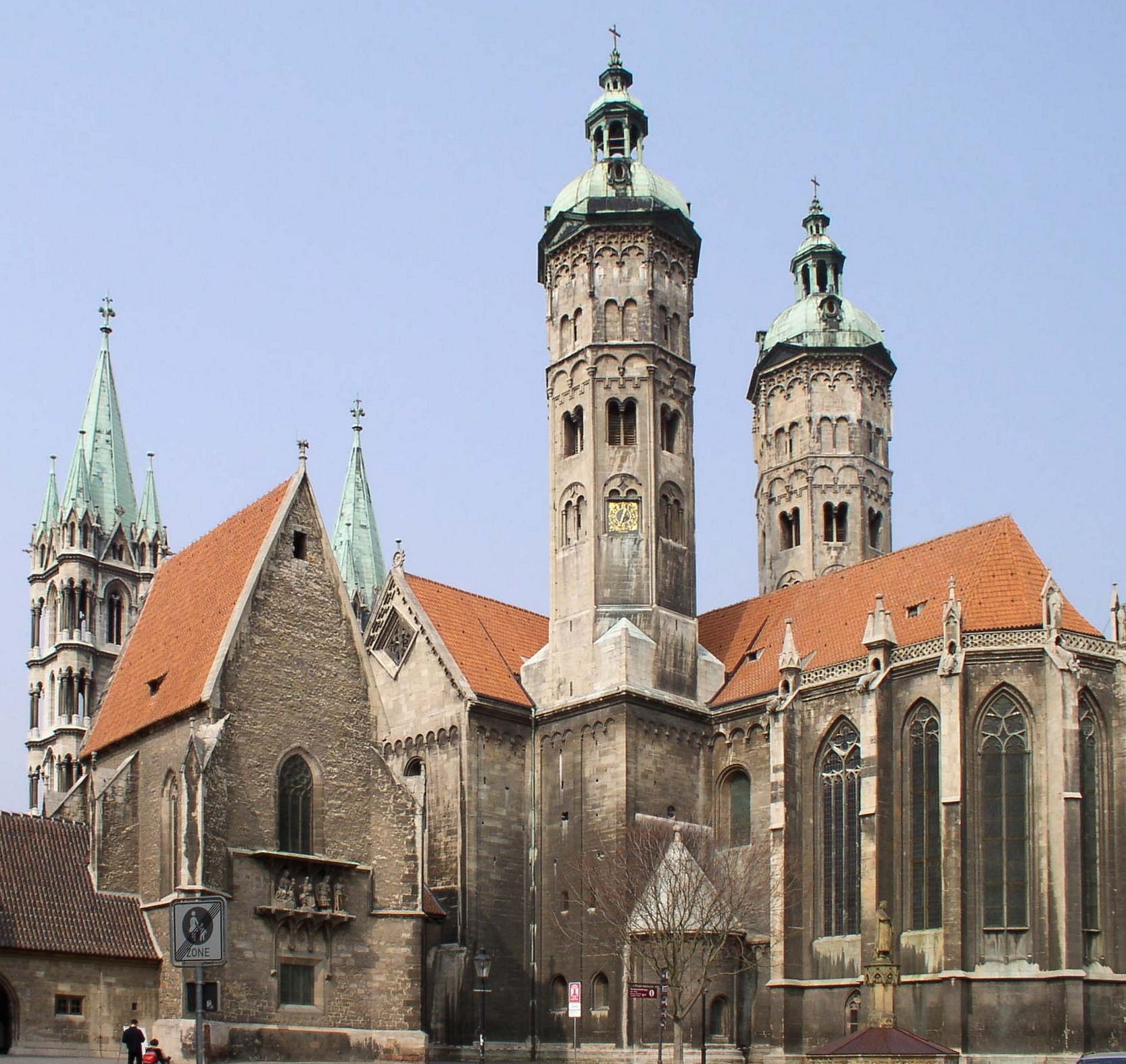
Кафедральный собор, г. Наумбург

Господствующие позиции в искусстве немецких земель этого времени заняла архитектура и ремесла, связанные с ней — создание витражей, мебели, немецкое ковроткачество, ювелирное дело.
Искусство романской эпохи на немецких землях датируют X—XIII веком. Консервативные местные традиции удерживали романские формы дольше, чем в соседних государствах. Поэтому период готики пришёл с опозданием и имел немного чистых образцов, в отличие от Франции. Часть архитектурных сооружений романской эпохи, наоборот, подражала образцам зданий Византии (императорский дворец и часовня в городе Ахен)

## Немецкая готика
Немецкая готика складывалась под влиянием готики Франции, но имела региональные особенности. Недостроенные романские постройки достраивают в новом стиле или добавляют к ним лишь готические детали и элементы, не изменяя конструктивную базу сооружений. Возникает целый ряд сооружений романско-готического, переходного стиля, не лишённых выразительности, монументальности и достаточно отличных от готических сооружений Франции, Испании, Британии. Среди значимых сооружений этого периода -
- Михаэльскирхе, XI в., Хильдесхайм, Нижняя Саксония
- Капелла Санкт-Бартоломеус, 1017 г., Падерборн, Северный Рейн-Вестфалия
- Собор Санкт-Килиан, 1042—118 гг., Вюрцбург, Бавария
- Собор Санкт-Петер-унд-Георг, 1186—1237 гг., Бамберг, Бавария

## Рядовая застройка
Средневековая городская застройка формируется на местах древнеримских военных поселений (Трир, Кёльн, Аугсбург, Майнц), вокруг крепостей и на путях отбитых у славян земель (Росток, города в Пруссии, на землях Польши). Планировка городов — хаотичная, нерегулярная, с ярко выраженным центром — рыночная площадь, монастырь, крепость. Камень идёт только на уникальные сооружения (церкви, крепости). В северных местах и на побережье Балтики без залежей дикого камня возникает так называемая готика из кирпича (Любек, Штральзунд, Данциг, сооружения в городе Кёнигсберг).
Рядовая архитектура использует дешёвые материалы (дерево, солома). Возникает дешевая фахверковая застройка с деревянным каркасом и наполнением из смеси глины, соломы и т. д.
Фахверк получил чрезвычайное распространение и сохранил свои позиции по сей день. Это характерная черта застройки многих старинных немецких городов и поселков.

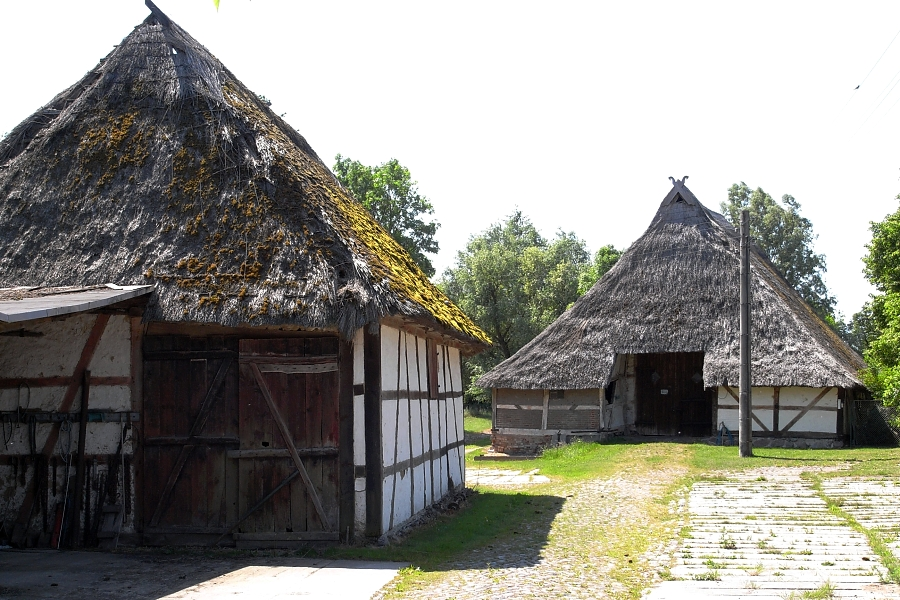
Фахверк, Сиверсхаген, Германия
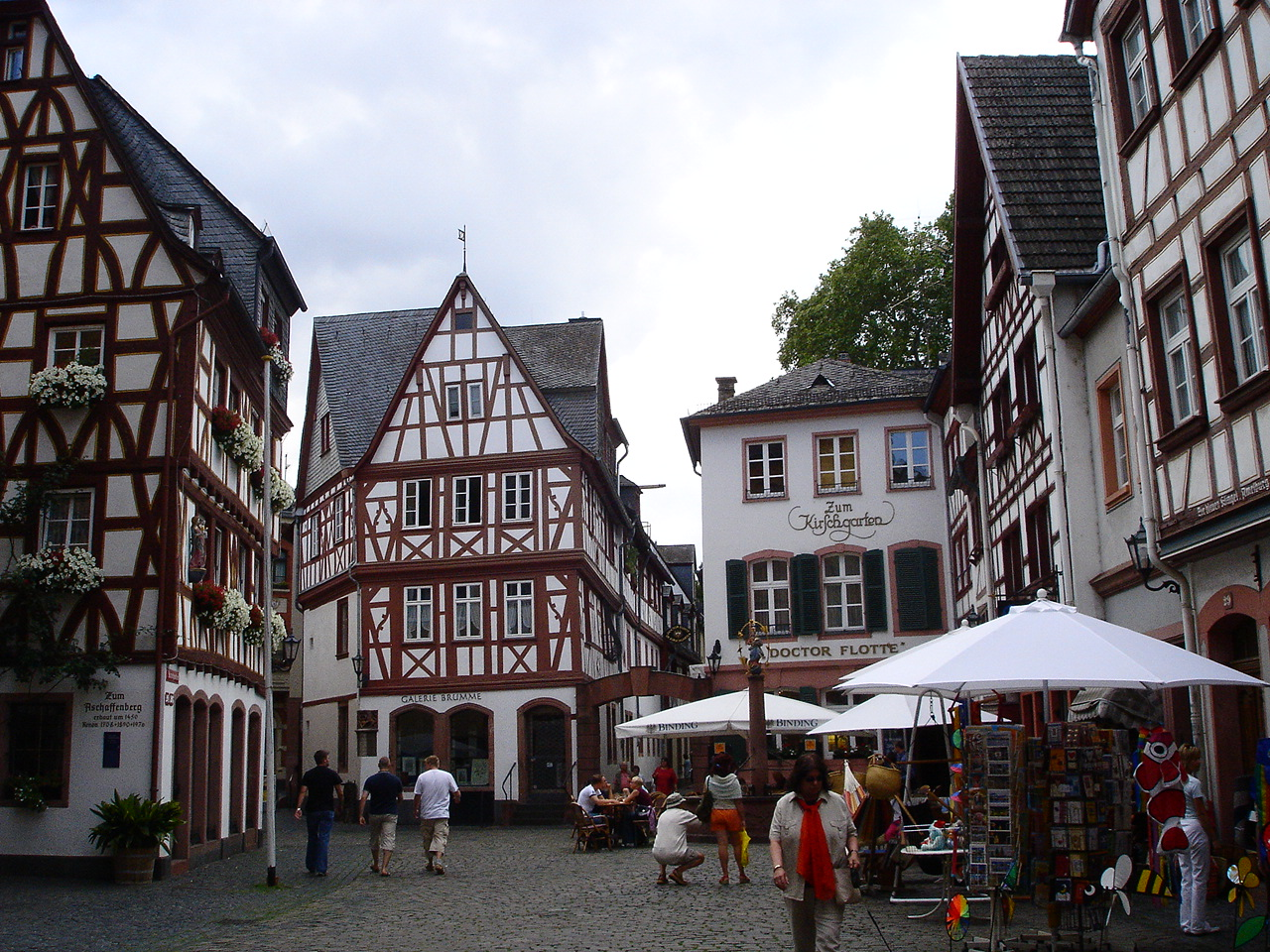
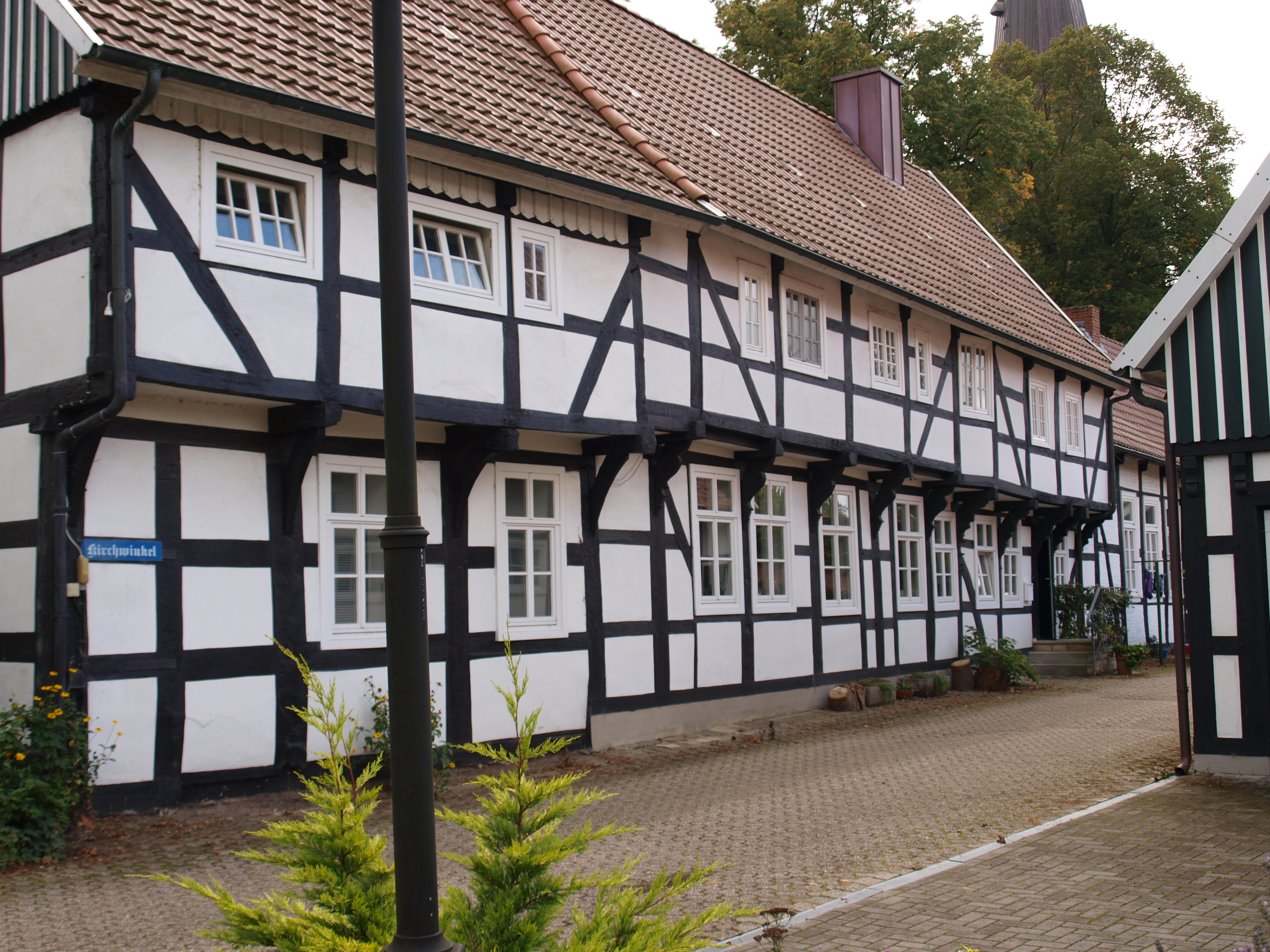
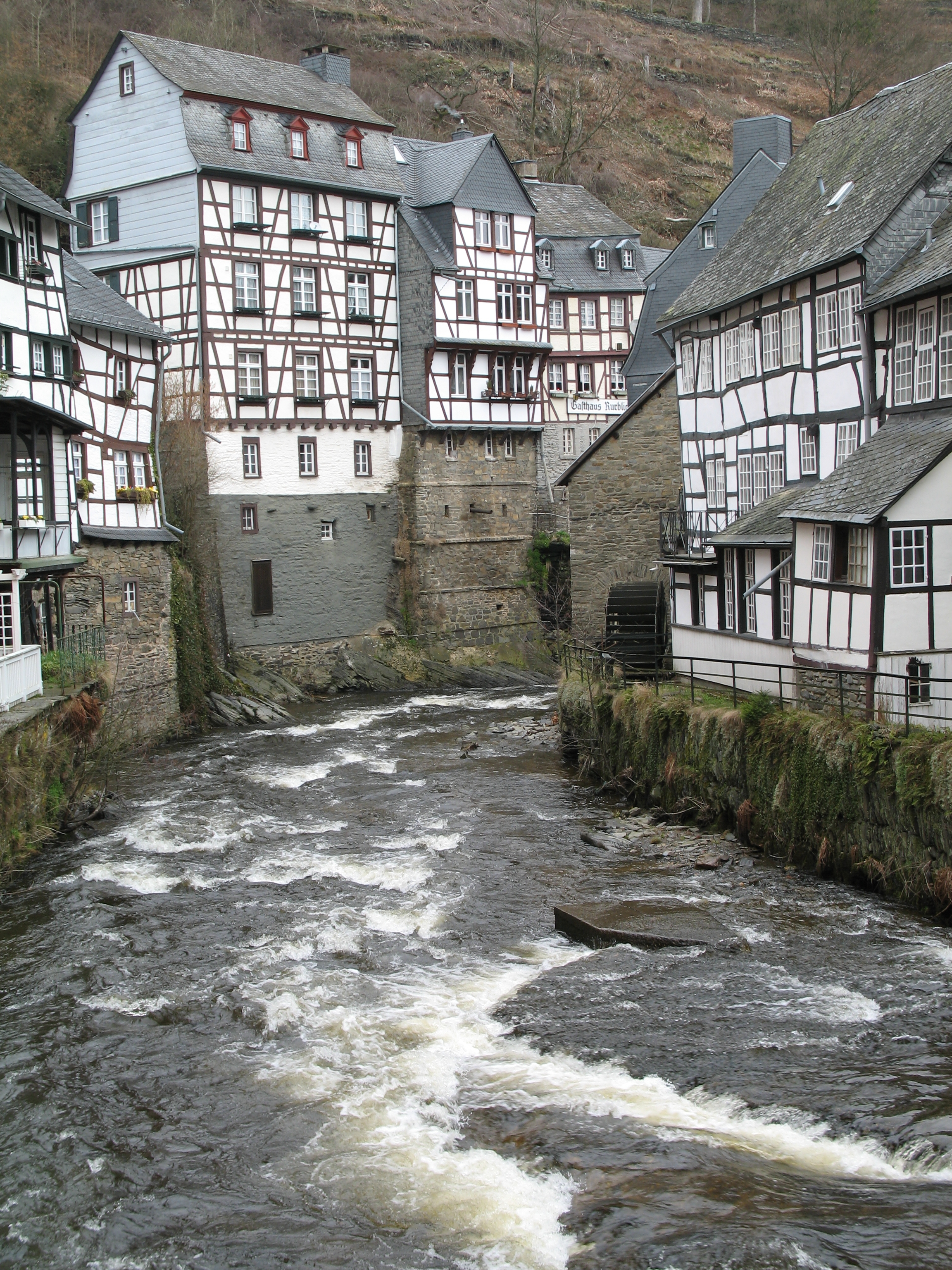
Моншау. Германия

## Декоративное искусство Средневековья

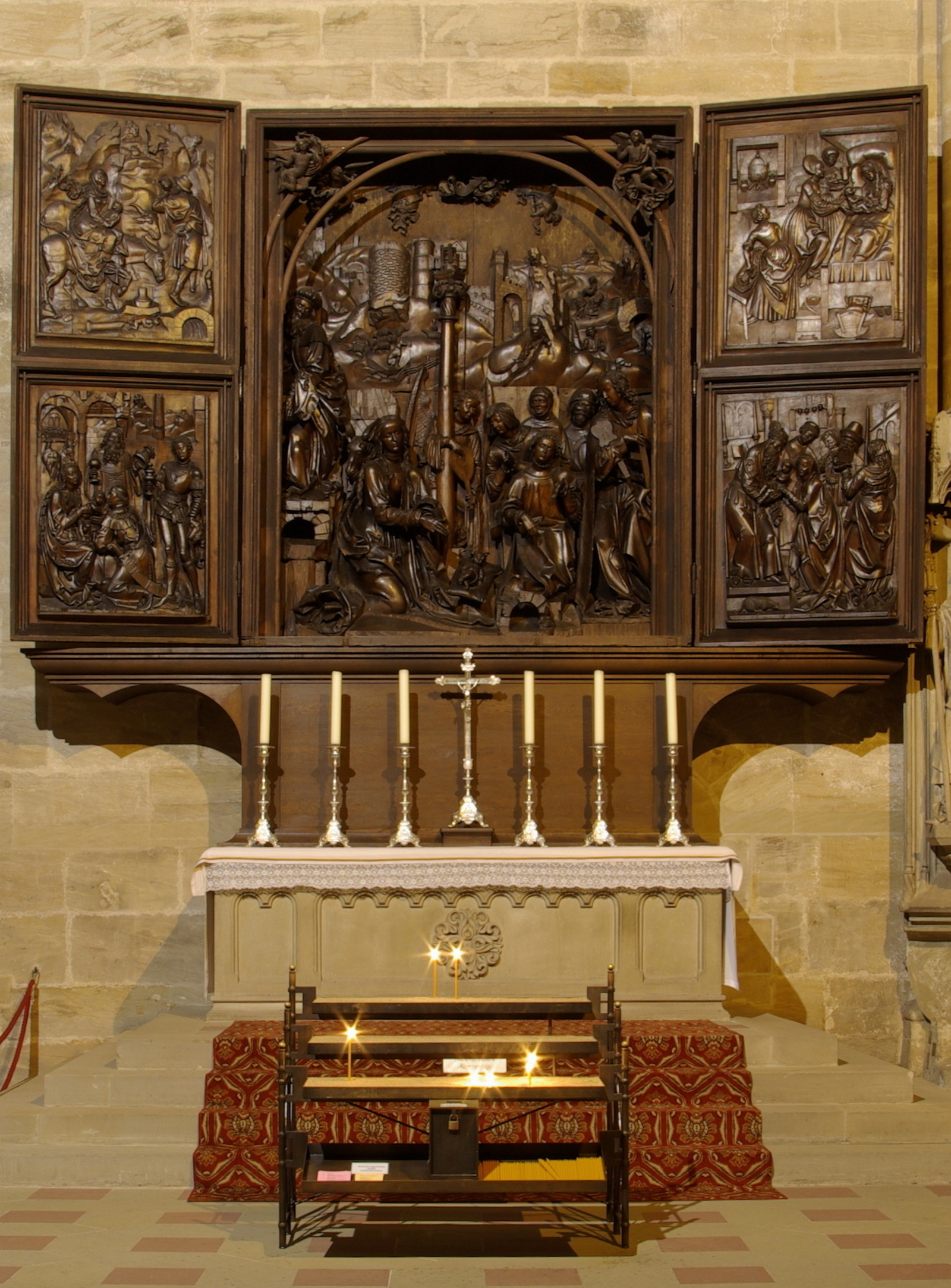
Скульптор Вит Ствош, Алтарь в кафедральном соборе города Бамберга
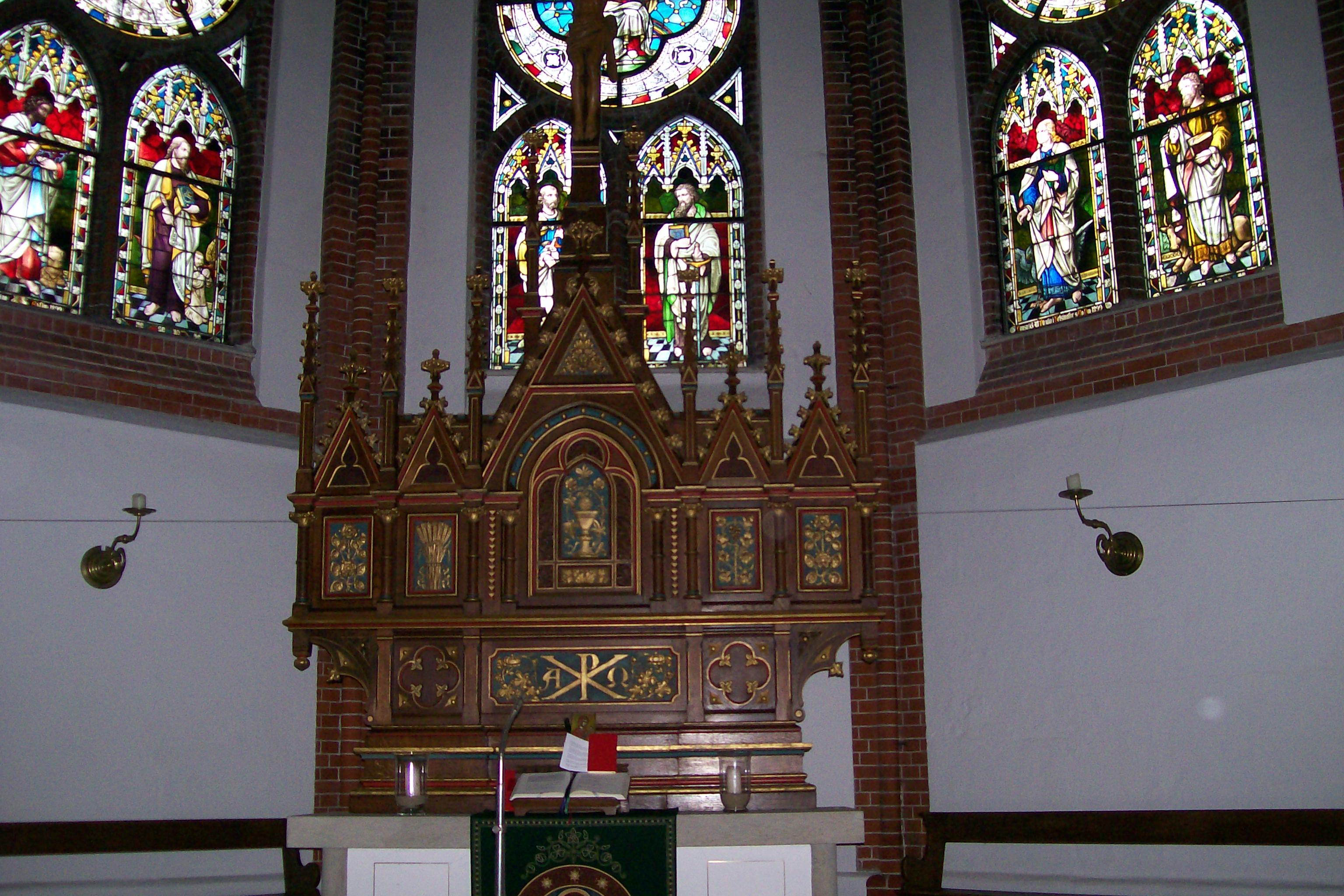
Алтарь в Санкт-Лоренце, г. Любек
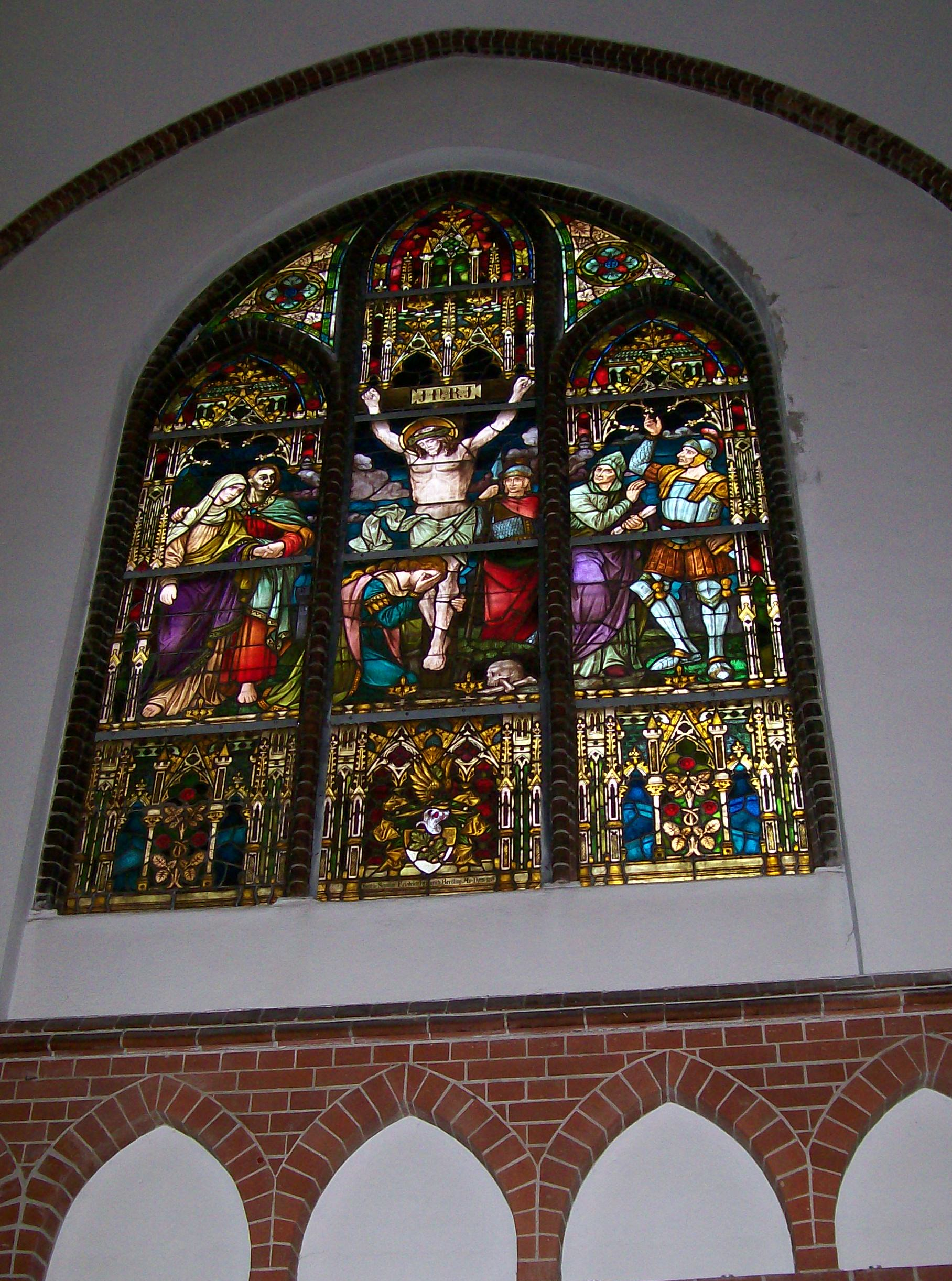
Витраж в Санкт-Лоренце
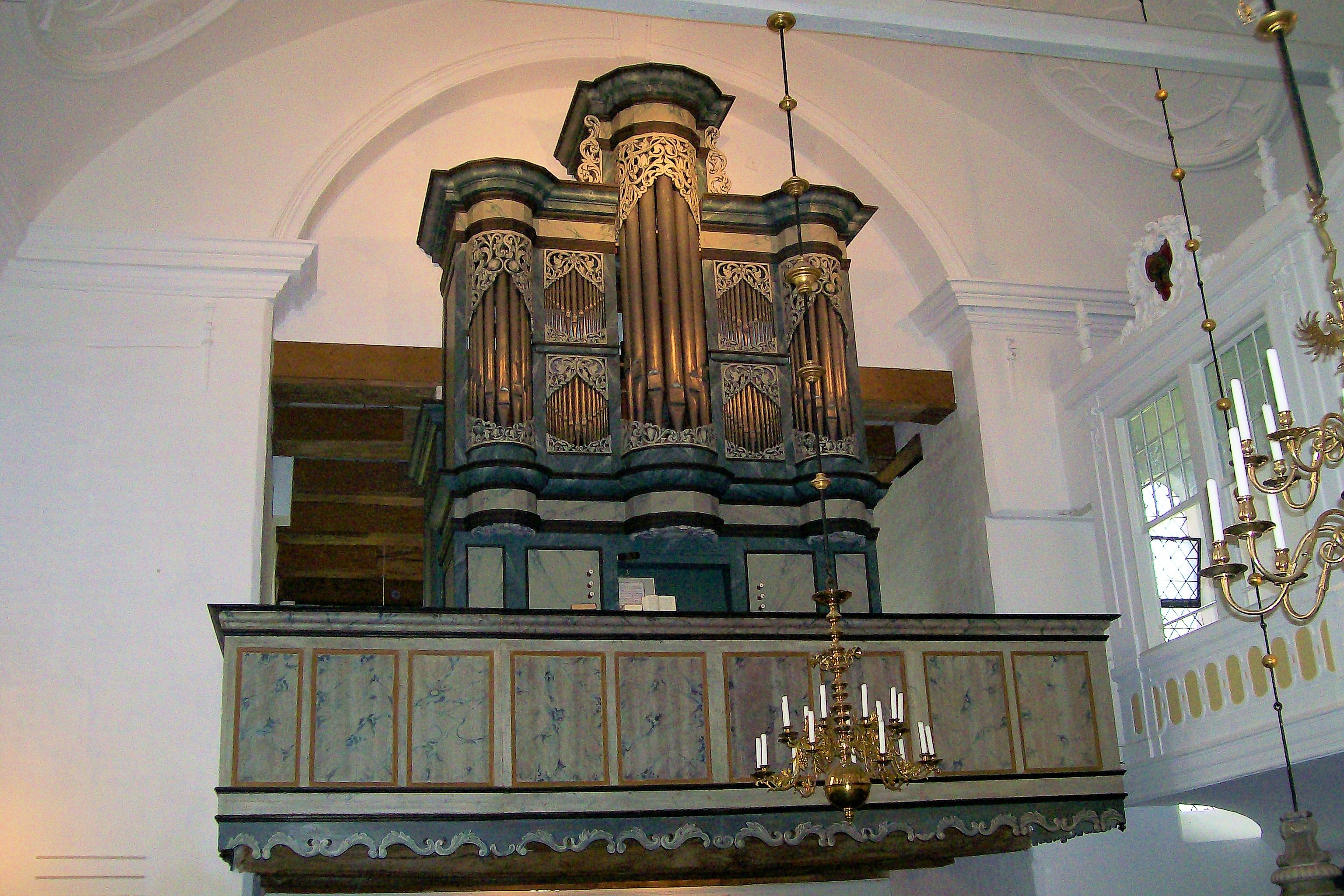
Санкт-Георг, орган, г. Любек

## Возрождение

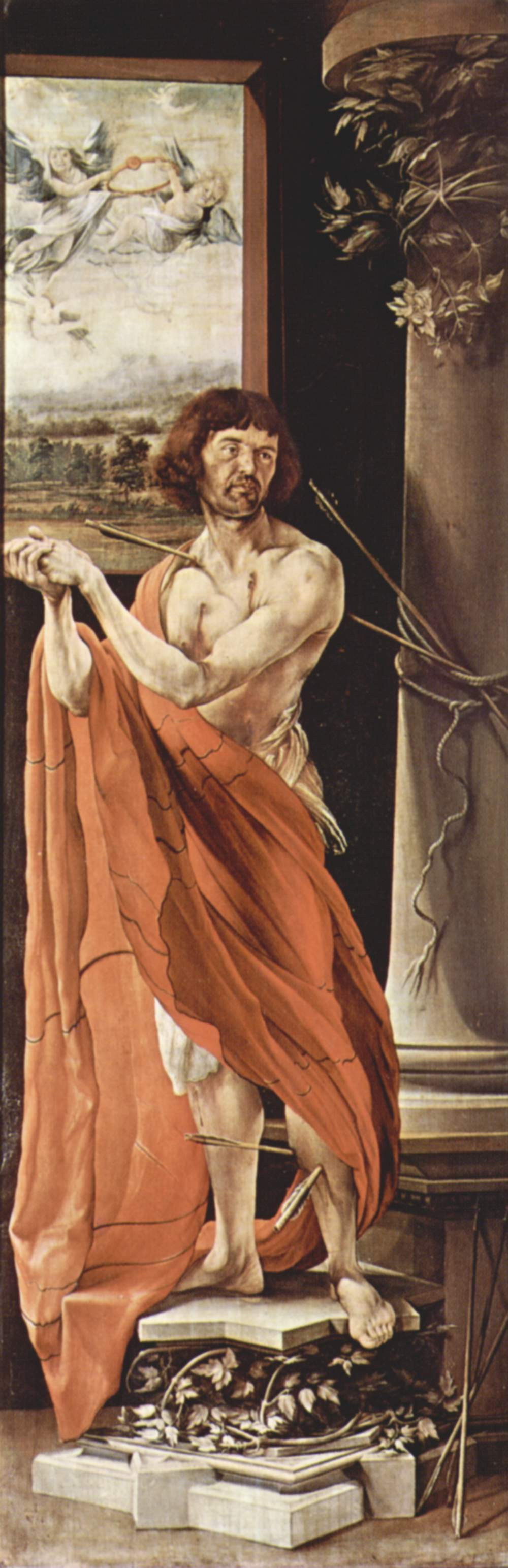
Грюневальд, Св. Себастьян

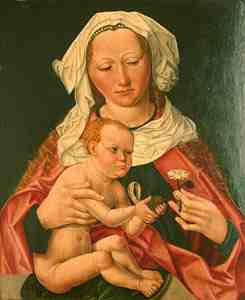
Вильм Дедек, Мадонна с младенцем, ок. 1500 г. Любек.

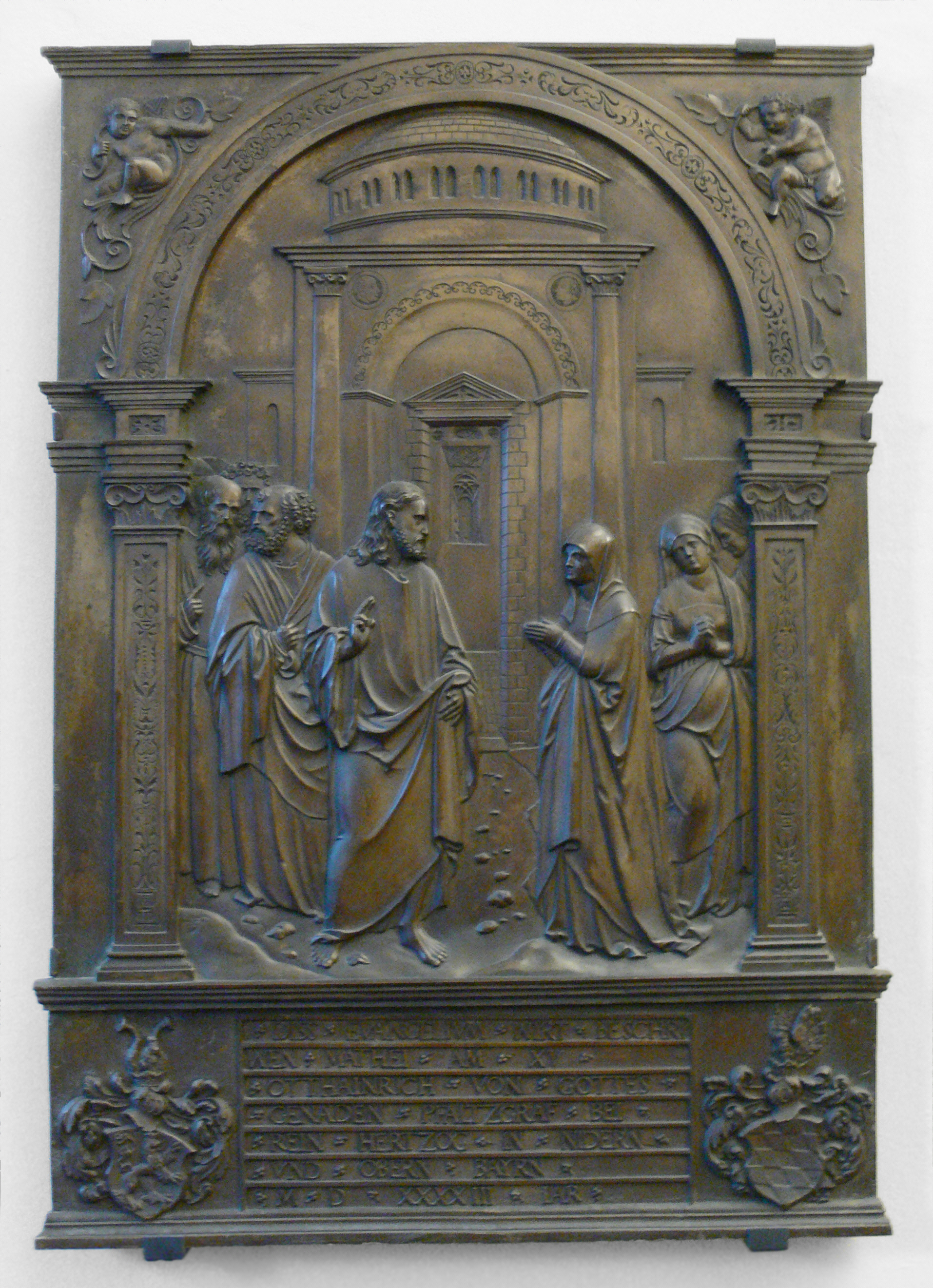
Ганс Вишер. «Христос и женщины с Хананеи», Нюрнберг, 1543 г.

Развитие искусства Возрождения в Германии проходило под влиянием идей Реформации. По времени это был довольно короткий период с середины XV века до 1520-х гг. Крестьянская война, жестокое подавление крестьянских беспорядков, религиозный раскол и отход нескольких земель от католицизма оборвали развитие возрождения. 1530 год пережили только некоторые мастера, среди которых Альтдорфер, Ганс Гольбейн-младший и Лукас Кранах Старший, который провел последние годы жизни в ссылке вместе со своим высоким покровителем.
В работах художников Дунайской школы появился новый жанр — пейзаж.
Искусство формировалось в жестокой религиозной борьбе, которая наполнила его драматизмом, личными трагедиями и эмоциональными стрессами. Яркое воплощение в немецком искусстве приобрели темы смерти, Страшного суда, конца мира. Почти все немецкие художники прошли через школу гравюры, что наложило на их живопись отпечаток жесткости, безрадостности и гротеска.
Самым ярким представителем искусства немецкого Возрождения был Альбрехт Дюрер (1471—1528) — выдающийся живописец, гравер, ученый. В его живописных полотнах проявляется настоящее величие эпохи Возрождения. В этот период созданы известные автопортреты Альбрехта Дюрера — «Автопортрет с пейзажем» (1498), «Автопортрет в образе Христа» (1500) и др.
Однако настоящий успех художнику принесли гравюры. В гравюрах Дюрера мифологические сюжеты переплетаются с мотивами средневековых фантазий и сатиры. Самая известная серия — гравюры на темы Апокалипсиса (1498). В последние годы жизни Альбрехт Дюрер создал несколько замечательных портретов. Среди них — «Портрет императора Максимилиана» (1519). Он также продолжал писать картины на религиозную тематику. Одним из последних полотен художника стал диптих «Четыре апостола» (1526), на котором изображены лики Иоанна, Петра, Павла и евангелиста Марка.

### Маттиас Грюневальд
Ещё в XIX веке были найдены несколько религиозных композиций чрезвычайной художественной ценности в провинциальных немецких церквях. Талантливые произведения не принадлежали Дюреру, мастеру весьма уважаемому и изученному. По сравнению с обнаруженными произведениями даже картины одарённого Дюрера воспринимались менее смелыми и в композиции, и в колорите, и в накале неистовых чувств. В жизнеописаниях Йоахима Зандрарта, который не был современником художника, нашли неточные свидетельства о мастере Маттиасе Грюневальде. Труд исследователей на протяжении нескольких десятилетий мало что прояснил, но удалось найти несколько новых произведений художника чрезвычайной одаренности. Он был единственным значимым мастером среди немцев, который не занимался гравюрой.

## Главные мастера немецкого ренессанса

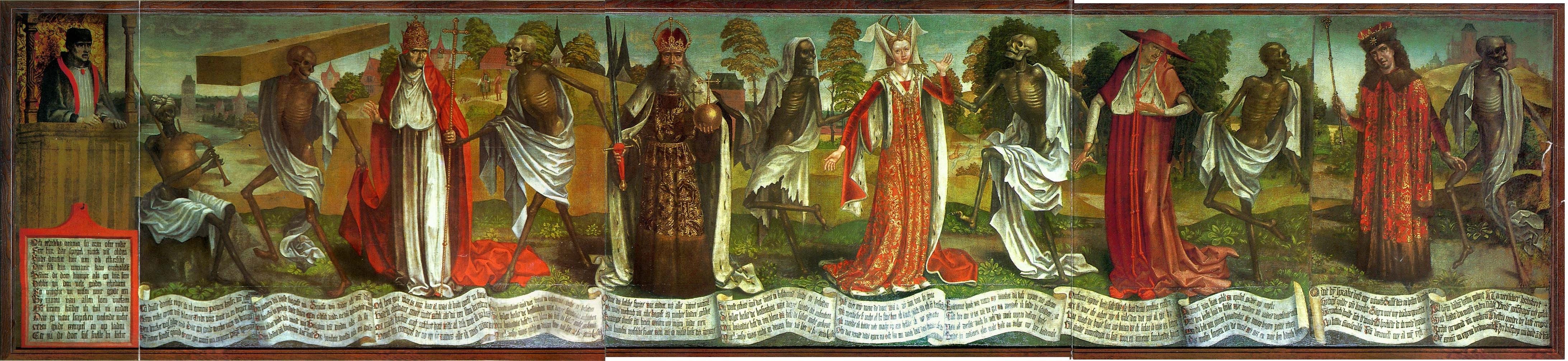
Бернт Нотке, таллинский вариант, «Танец Смерти»

- Мастер E. S. (ок. 1420 — после 1468)
- Матиас Грюневальд (ок. 1470—1528)
- Альбрехт Дюрер (1471—1528)
- Лукас Кранах Старший (1472—1553)
- Ганс фон Кульмбах (бл.1480 — 1522)
- Ганс Бальдунг (ок. 1484—1545)
- Ганс Гольбейн-младший (1497—1543)
- Урс Граф (ок. 1490 — ок. 1529)
- Альбрехт Альтдорфер (бл.1480 — 1538)
- Фейт Штос (1447—1533)
- Бернт Нотке (ок. 1435—1509)
- Ганс Бургкмайр (1473—1531)
- Вильм Дедек[англ.]
- Даниэль Гопфер (ок. 1470—1536), гравер

## Немецкая гравюра эпохи Возрождения

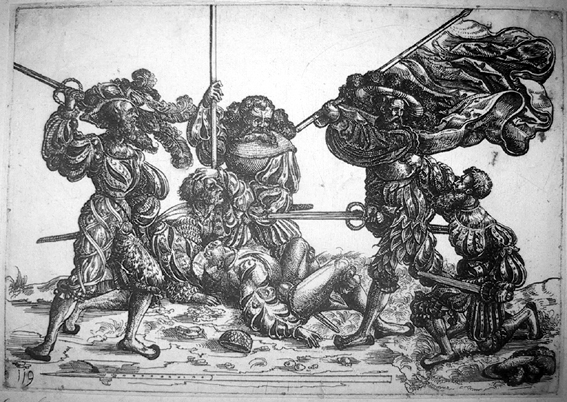
Гравер Д. Гопфер, «Поединок знаменосца с ландскнехтами»

Ещё накануне эпохи возрождения немецкие ремесленники шли в авангарде книгопечатания и внедрения искусства гравюры. Этому способствовало широкое использование бумажных мельниц и наличие нового, дешевого материала для гравюр и книг — бумаги.
Господствующие позиции в искусстве возрождения немецких земель заняли живопись и гравюра, к тому же гравюра в творчестве некоторых немецких мастеров главенствовала. Немецкая архитектура XV—XVI вв. значительно уступала образцам Италии и имела провинциальный, вторичный характер. Она словно накапливала силы для будущей эпохи барокко, которая расцветёт в германских княжествах.
На значительную популярность немецкой гравюры повлияло несколько факторов -
- обращение к ней ведущих мастеров
- большие тиражи (создание сколь угодно количества отпечатков)
- демократический характер гравюры в отличие от уникального, аристократического характера живописи
- отражение актуальных тогдашних событий,
- широкая тематика — от религиозных композиций до изображений крестьян, солдат, проституток
- популяризация тогдашних мыслителей (портреты Лютера, Меланхтона и т. д.)
- доступность и дешевизна.

Известные немецкие гравёры:
- Мастер E. S.

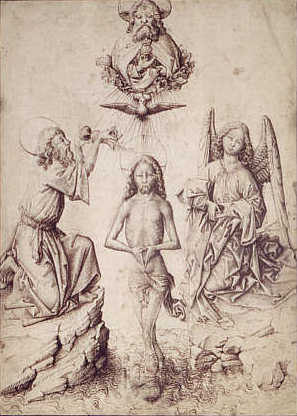
Мастер Е. S. Крещение Христа, 1450
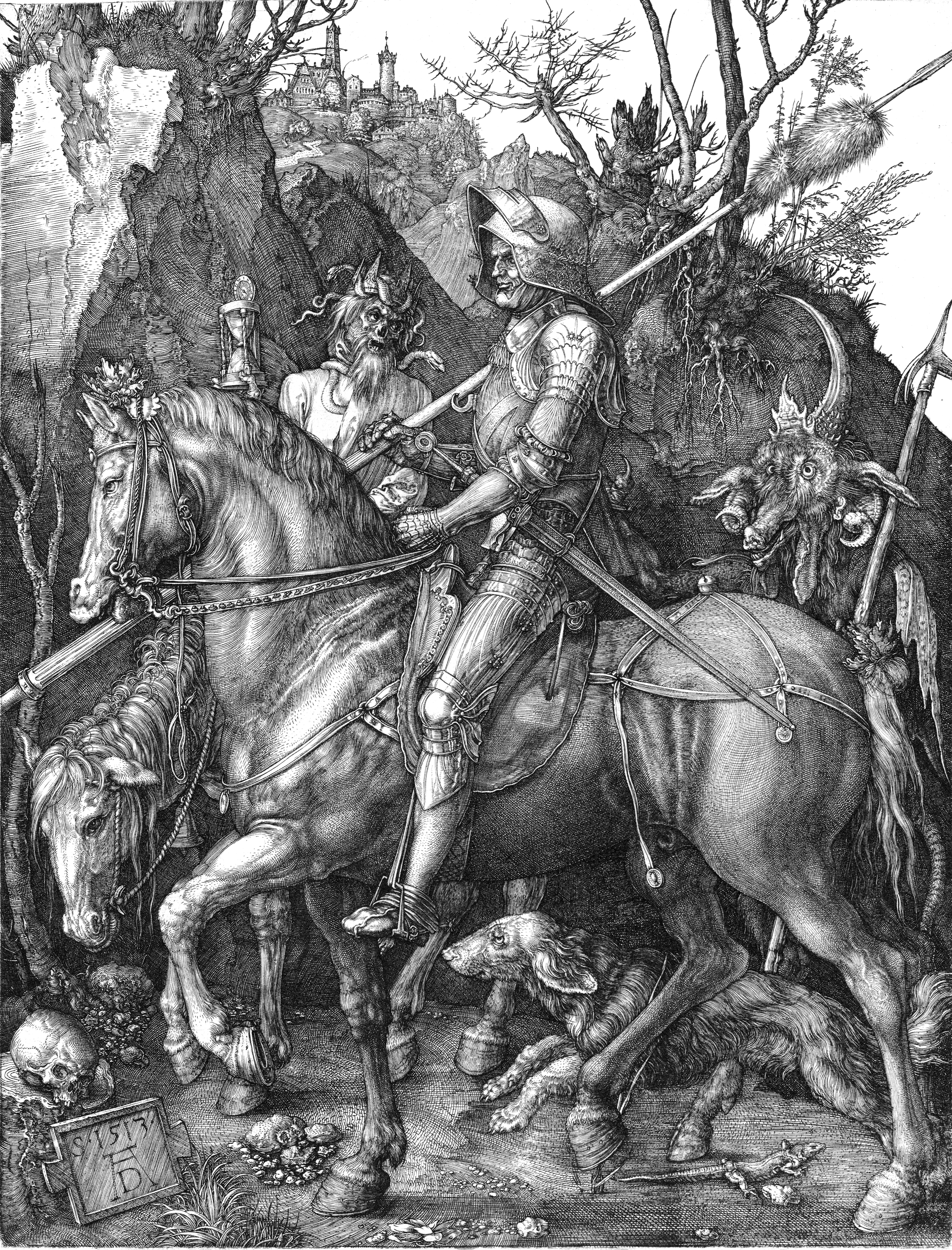
Дюрер, «Рыцарь, Дьявол и смерть», 1513
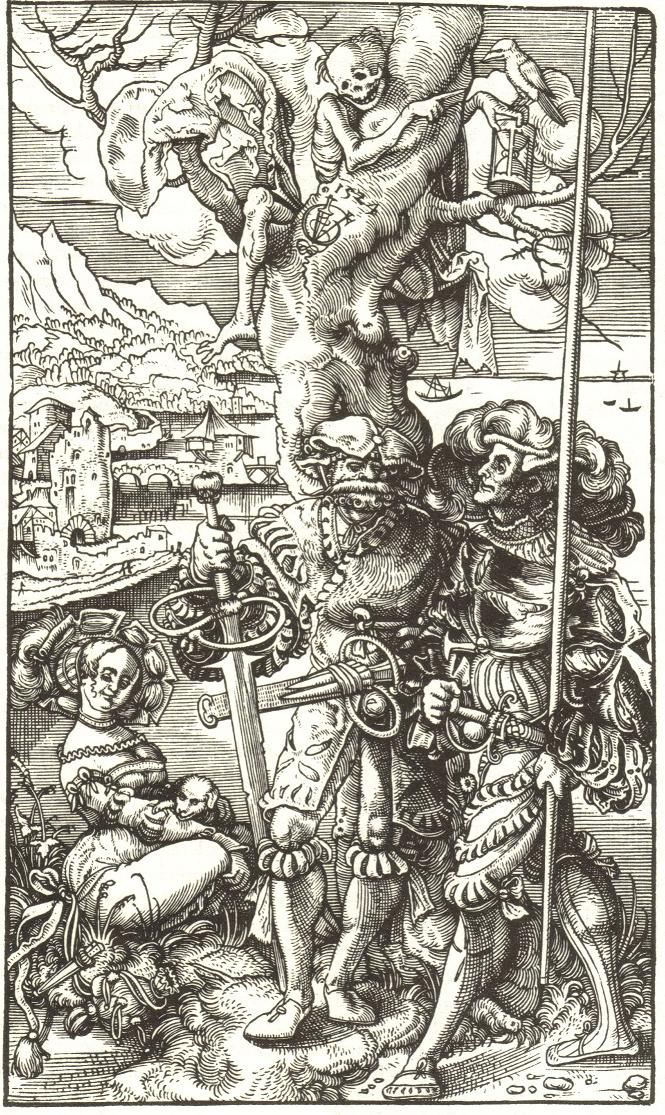
Урс Граф, «Смерть, швейцарские воины и военная проститутка», 1524
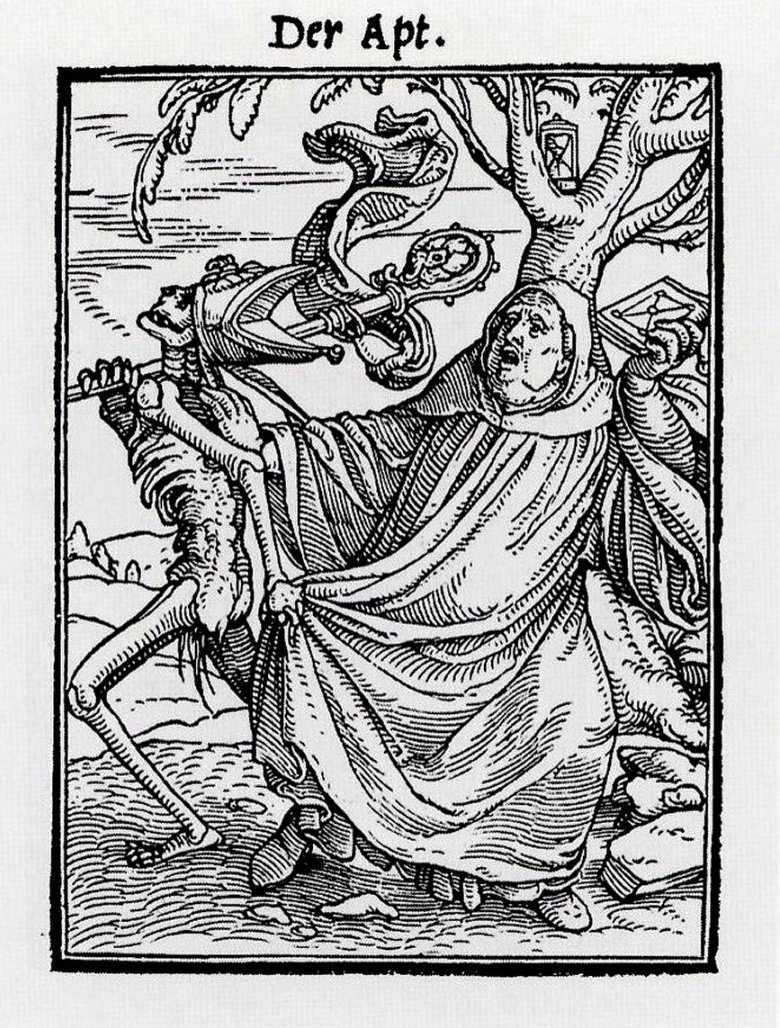
Ганс Гольбейн-младший, «Смерть хватает епископа»
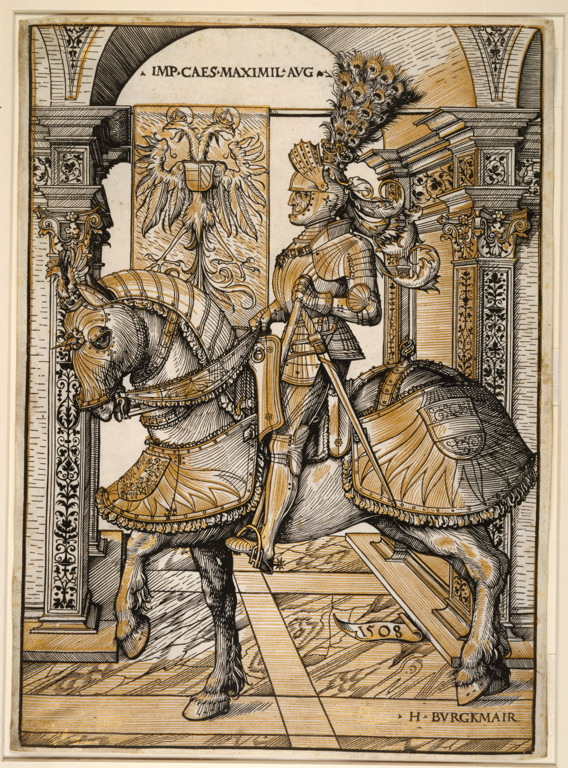
Ганс Бургмайєр Старший, император Максимилиан І.

## XVII век

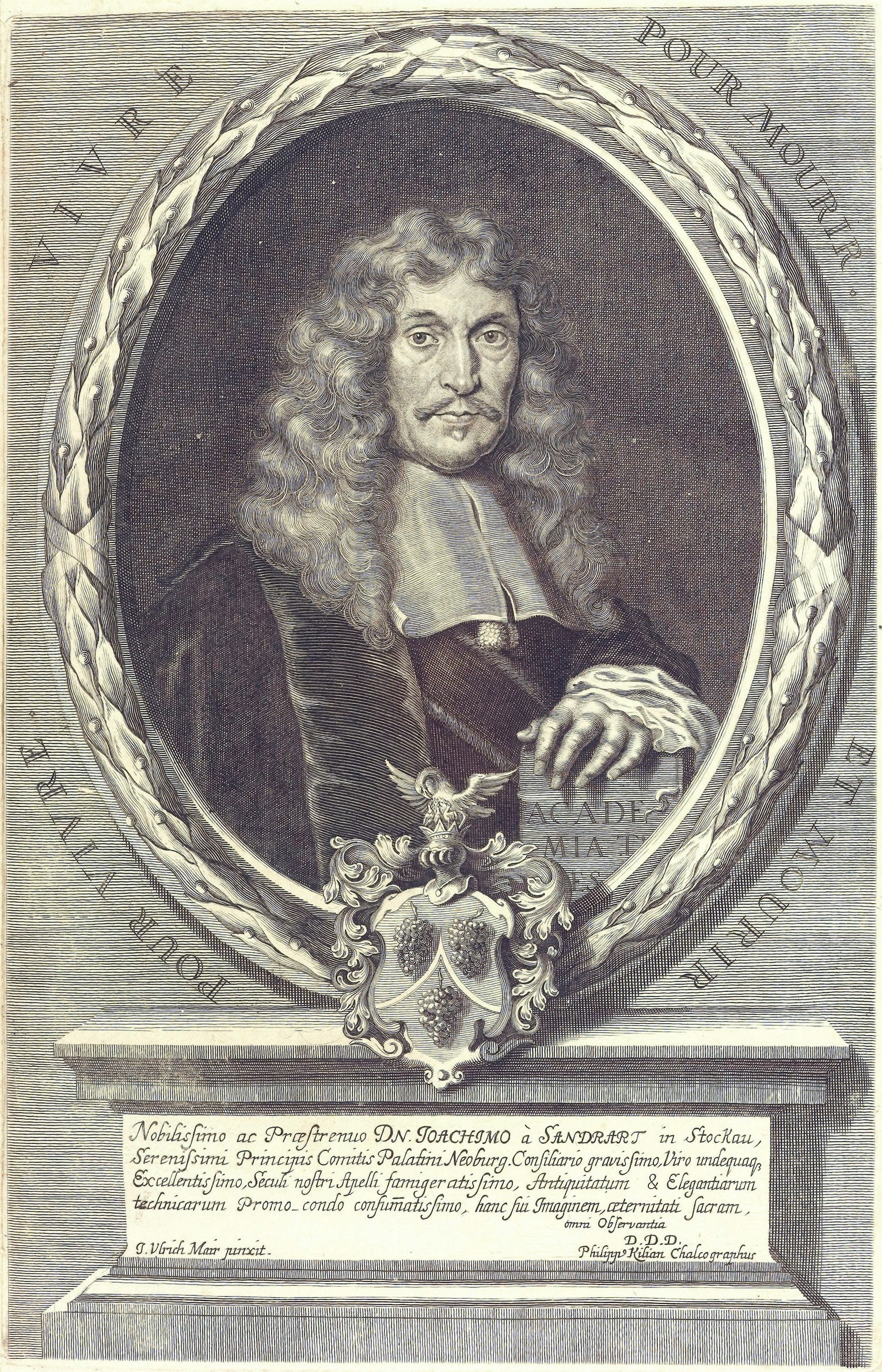
Йоахим Зандрарт

XVII век принес немецким землям настоящее опустошение. Большинство военных действий Тридцатилетней войны происходили именно на территориях немецких княжеств, подвергшихся экономическому и духовному кризису. По подсчетам учёных, земли Германии потеряли 33 — 35 % населения. В католических княжествах Германии папа римский пошёл на беспрецедентные меры и разрешил на десять лет немецким мужчинам иметь две жены.
Немецкие земли обезлюдели, подверглись разрушениям, эпидемиям, убийствам ремесленников, исчезновению национальных художественных традиций. Самые известные художники этого периода эмигрируют и десятилетиями работают в Италии, Голландии и т. д. Адам Эльсхаймер, Иоганн Лисс — жили и работали в Италии до смерти. Иоахим Зандрарт годы работал в Италии и Голландии и вернулся на родину лишь в последние годы жизни. Живопись немецких мастеров потеряла национальную окраску и стала похожа на модели второстепенных барочных художников Венеции, Рима, голландских художественных центров. Среди художников, сознательно продолжавших традиции немецких мастеров начала XVI века, был Кристиан Рихтер (1587—1667), служивший придворным живописцем при дворе герцогов Саксен-Веймарских. На севере Германии годами работает скульптор из Антверпена — Томас Квеллинус, представитель интернационального европейского барокко. Надолго утраченные позиции в скульптуре в Пруссии частично реабилитировал Андреас Шлютер.

## XVIII век
Среди художников начала XVIII века особое место занял скульптор Йозеф Стаммель (1695—1765), представитель позднего маньеризма.

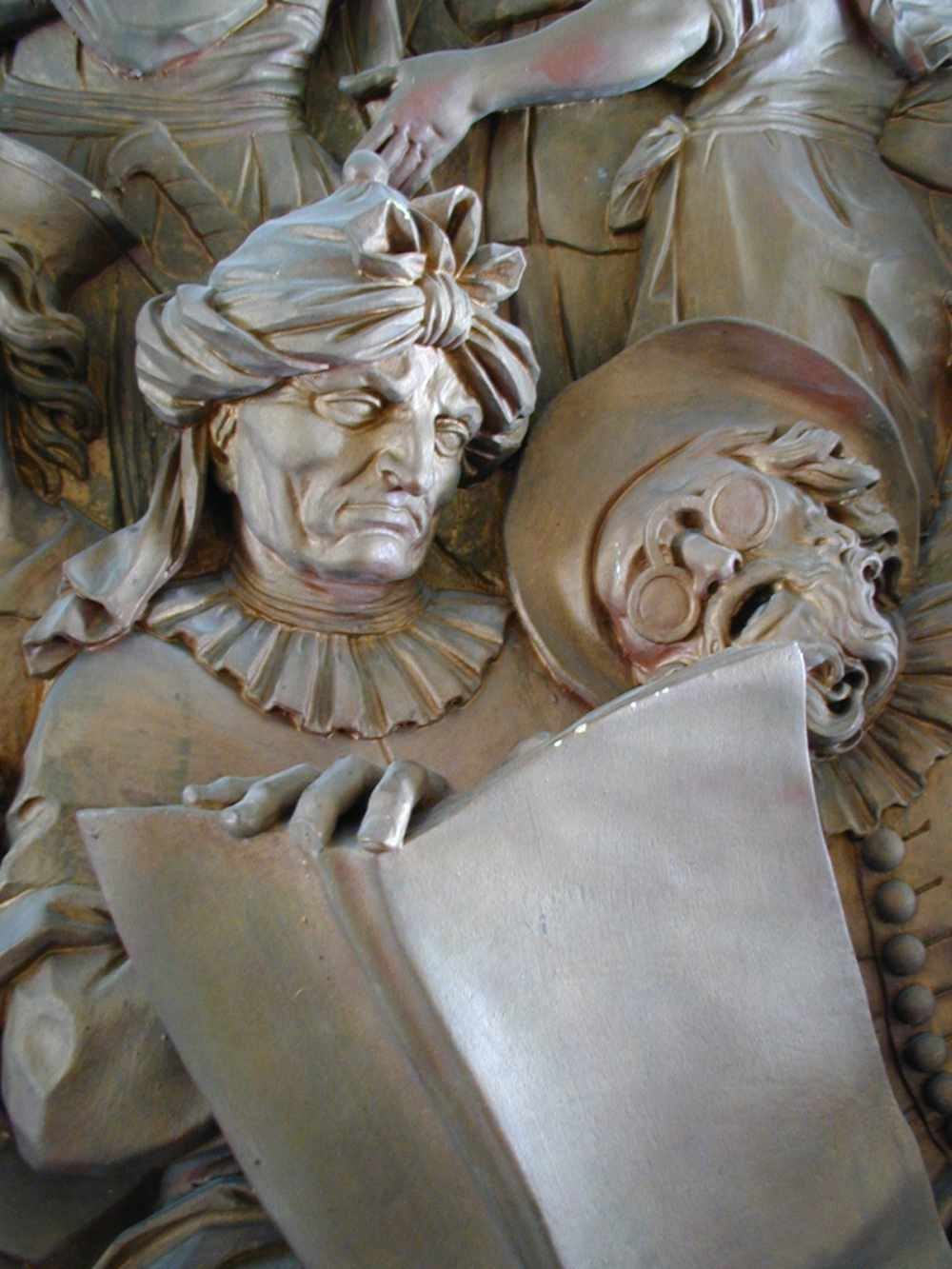
Скульптура Йозефа Стаммеля
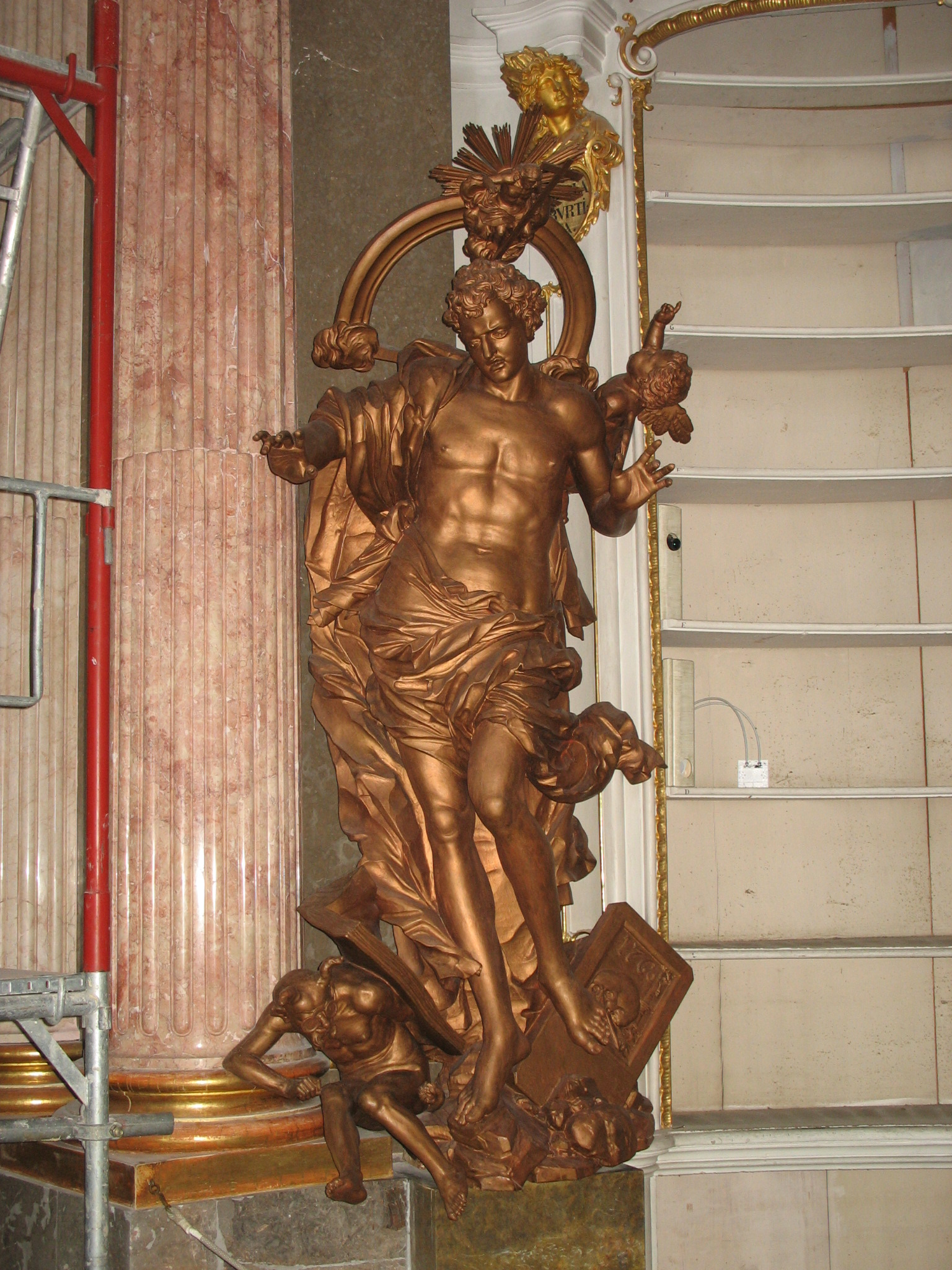
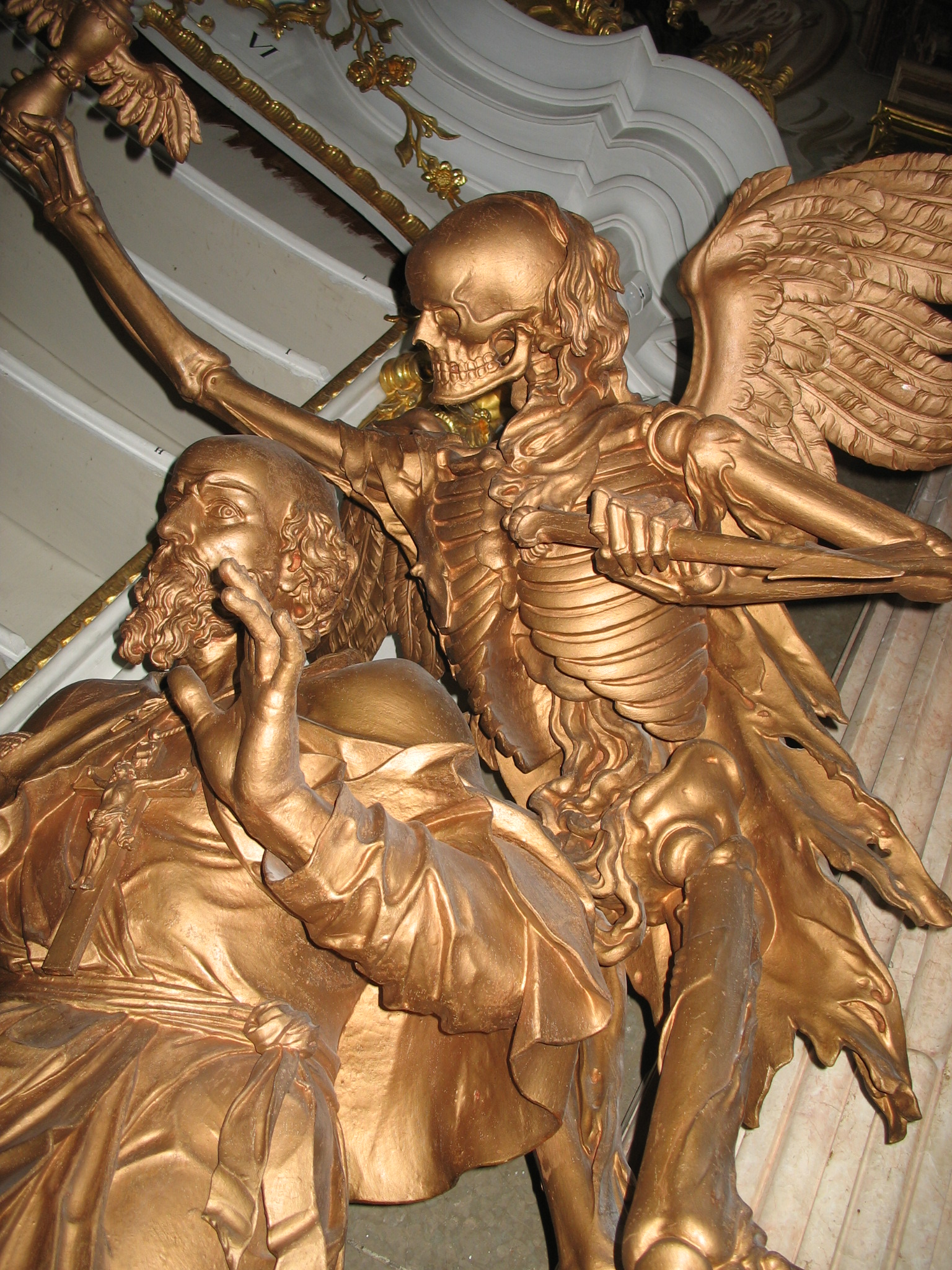
Скульптура Йозефа Стаммеля, фрагмент

Почетные позиции в искусстве Европы занимает немецкая музыка, славу которой сделают:
- Иоганн Себастьян Бах (1685—1750)
- Георг Фридрих Гендель (1685—1759)

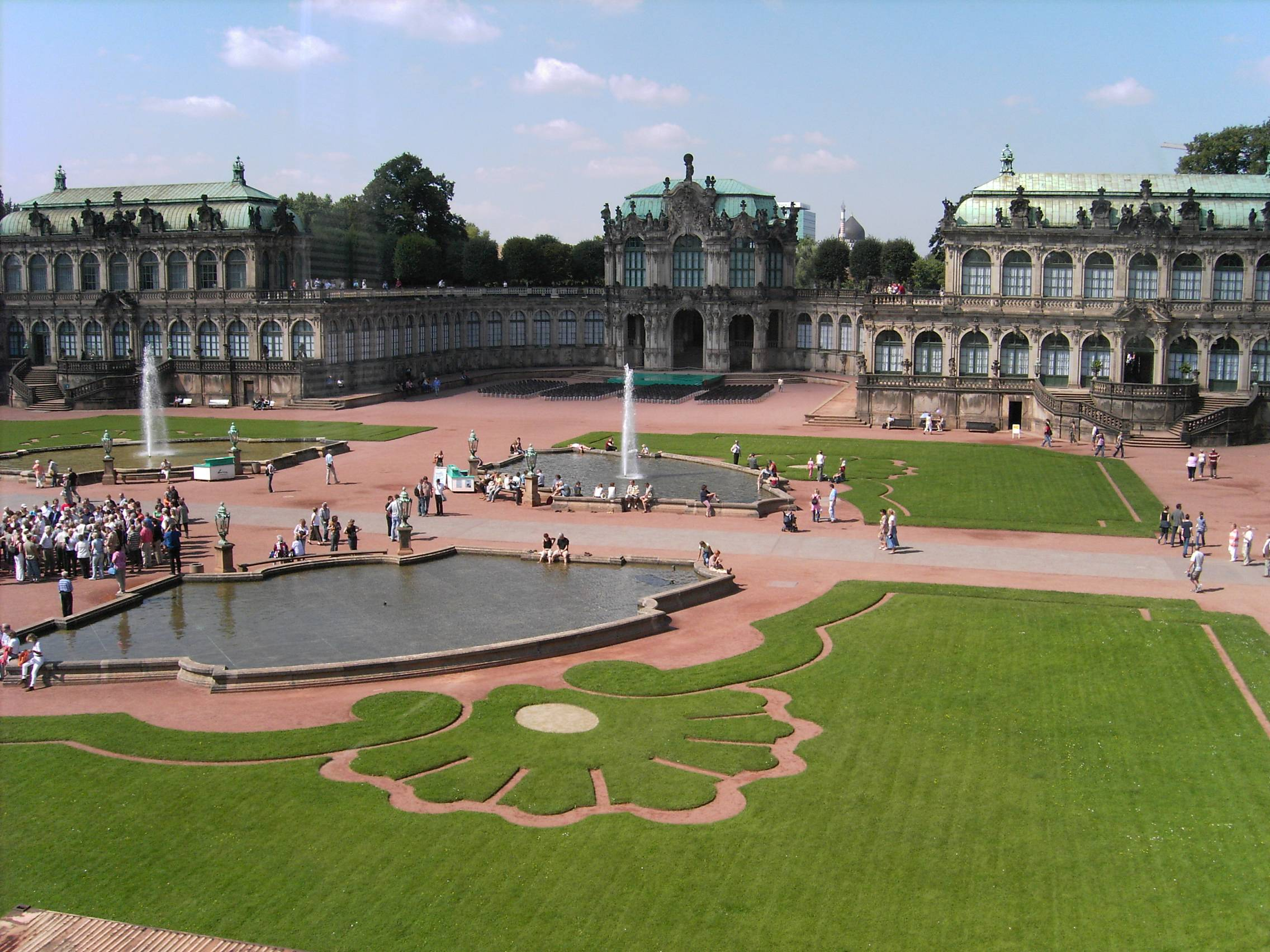
Цвингер, двор с фонтанами

- Кристоф Виллибальд Глюк (1714—1787)
- Моцарт

Позиции в искусстве вернула себе и немецкая архитектура и архитекторы -
- Маттеус Пёппельман
- Андреас Шлютер
- Бальтазар Нейман
- Георг Венцеслаус фон Кнобельсдорф

## Барокко

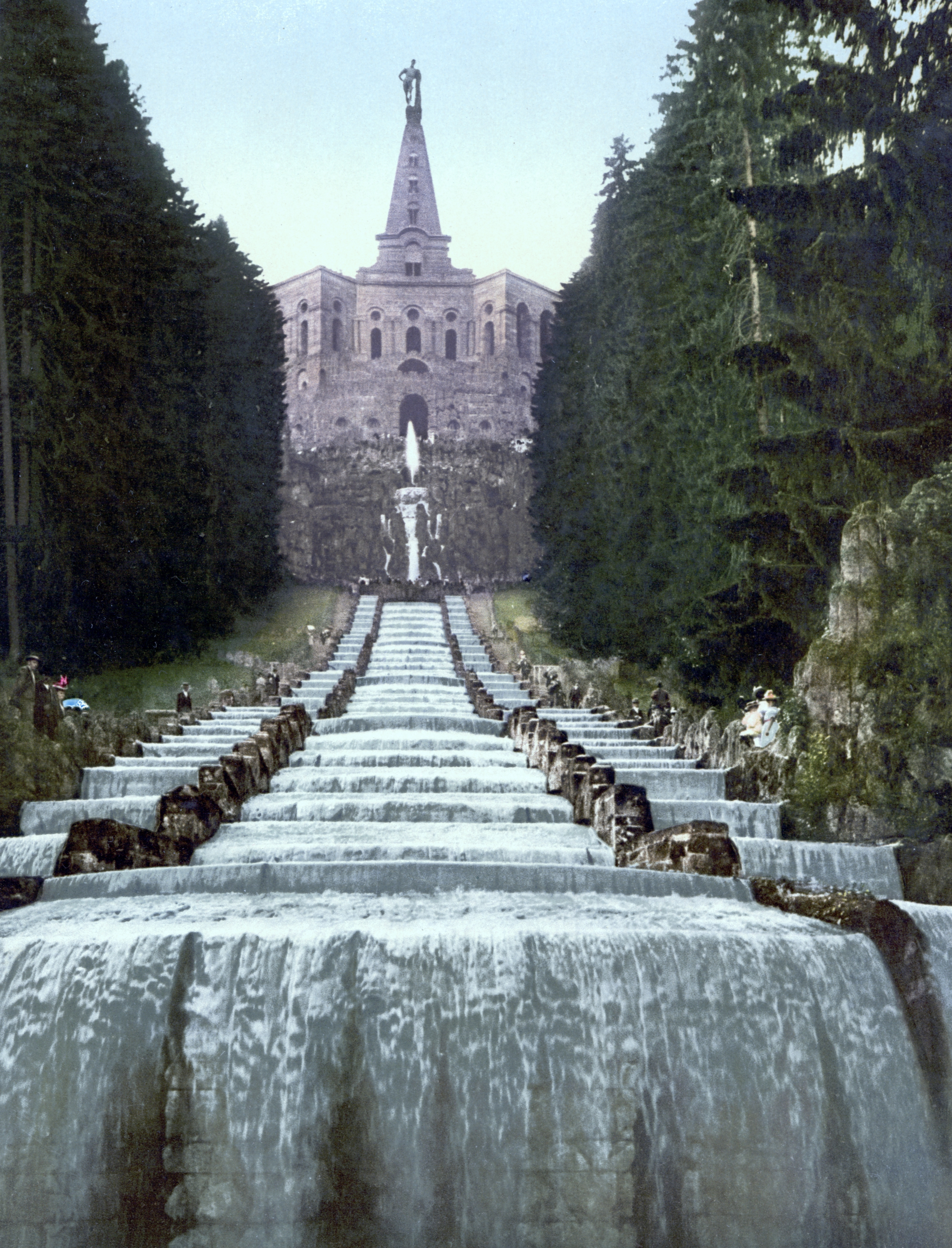
Вильгельмсхёхе, г. Кассель

Будучи конгломератом различных по культурному развитию и вероисповеданию княжеств (земель), Германия имела ряд местных художественных центров — достаточно развитых (в Баварии) или откровенно отсталых (Мекленбург).
Стиль барокко в Германии был введён князьями и курфюрстами. Поэтому немецкое барокко было сосредоточено в княжеских резиденциях и шло путём заимствований из Австрии и Италии. Господствующие позиции заняла архитектура и частично — скульптура. Развернулось строительство княжеских резиденций в новых формах, часть которых использовала французский Версаль как образец. Среди лучших ансамблей барокко Германии -
- Горный парк Вильгельмсхёэ, Кассель, частично перестроен
- Сады Херренхаузен, вблизи Ганновера
- Нимфенбург, близ Мюнхена
- Дворец в Файтсхёххайме, вблизи Вюрцбурга
- Гроссер Гартен (нем. Großer Garten), Дрезден

С помощью довольно дешевых строительных материалов пытались создать впечатление благополучия и роскоши. Однако также обращаются к редким и необычным материалам — раковинам из тропических морей, янтарю, лаковым панно из Китая. Именно в эту эпоху в Пруссии созданы главные панели прославленной Янтарной комнаты. В Саксонии начинается история западноевропейского фарфора, когда мастерам и ученым удалось создать аналог фарфора Китая (мейсен).
В южные княжества приглашены мастера из Италии, которые соревнуются в создании странных, капризных сооружений и декора, что были исключениями даже в самой Италии. Всё это подготовило почву для развития немецкого рококо, среди лучших образцов которого — павильоны Цвингера в Саксонии и ансамбль и дворец Сан-Суси в Пруссии.

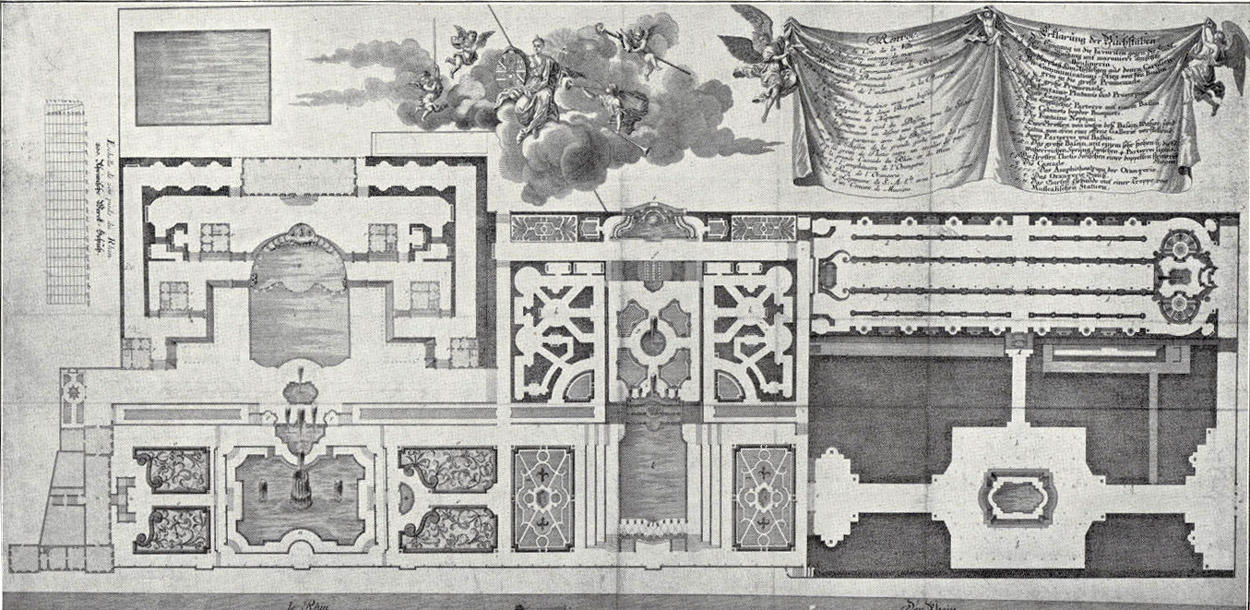
Сад бароко, Майнц, 1726
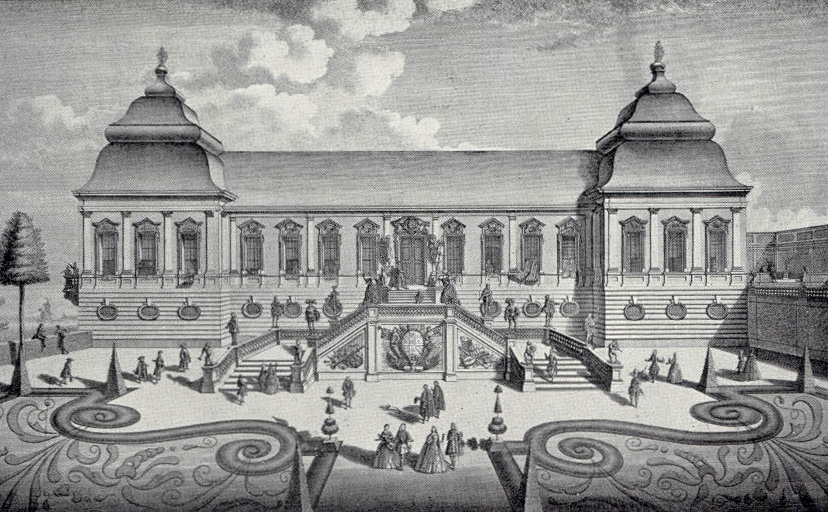
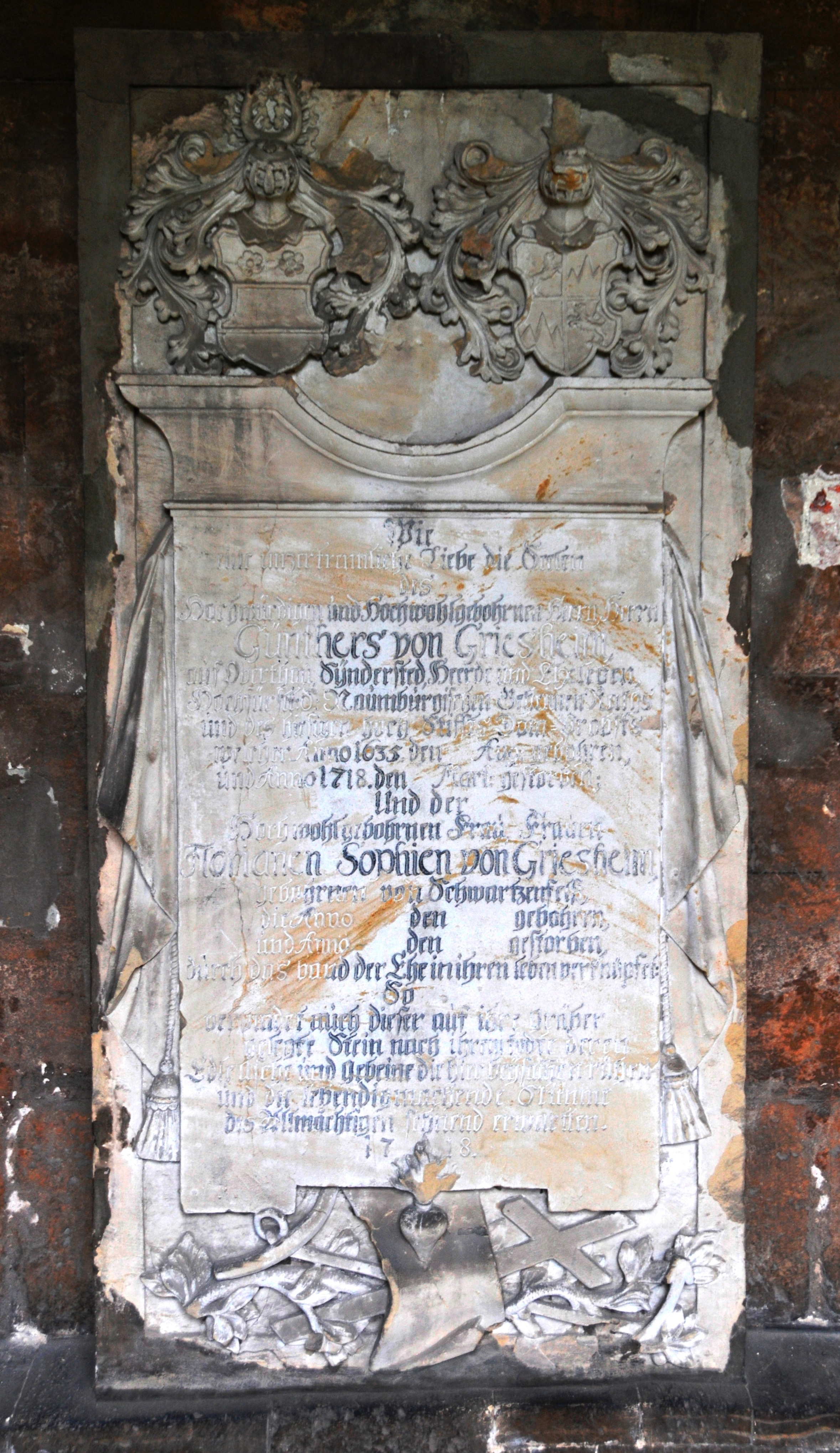
Надгробие, Катедрал, Наумбург

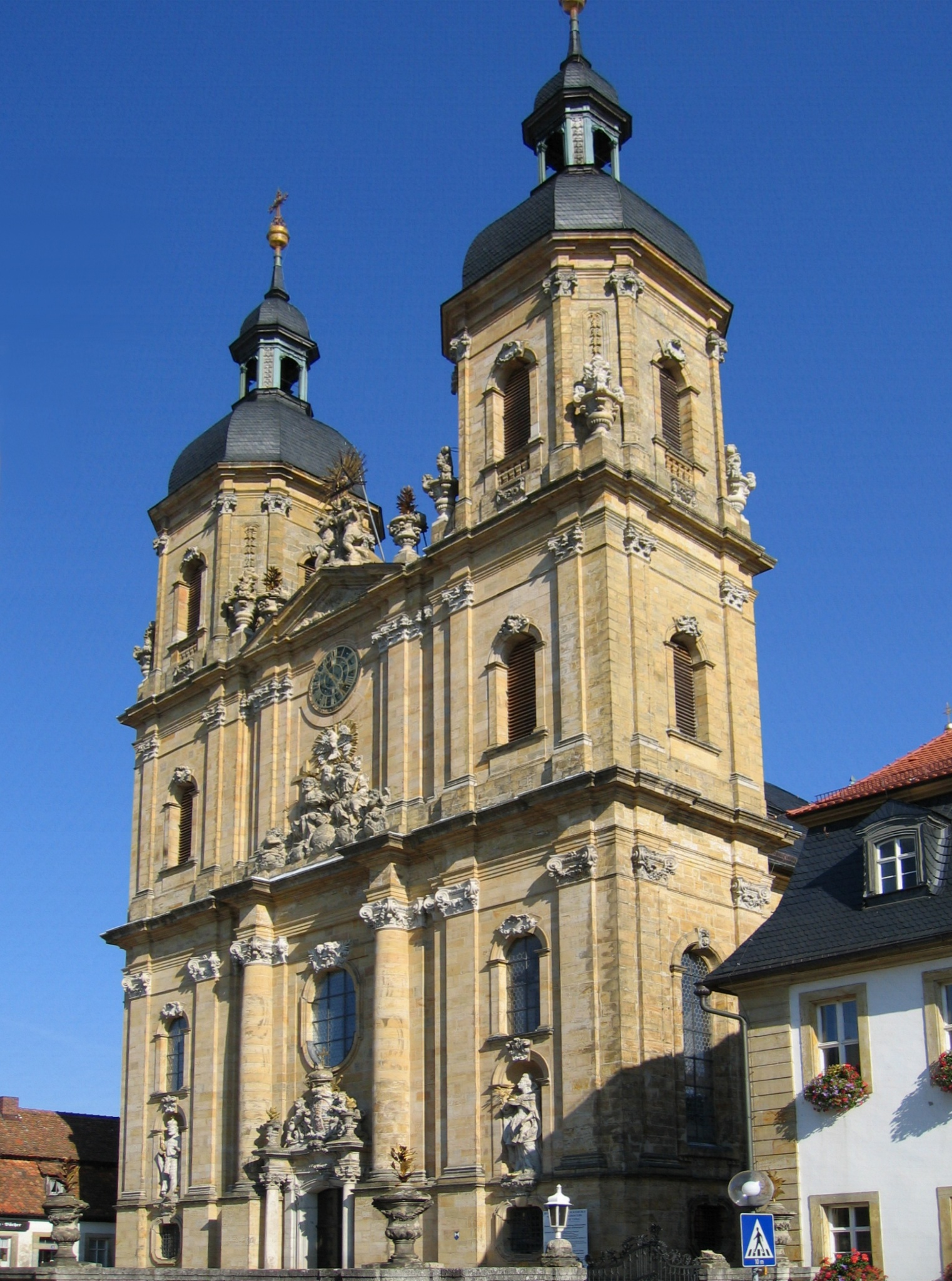
Бальтазар Нейман. Паломнический костел, монастырь Гёсвайнштайн
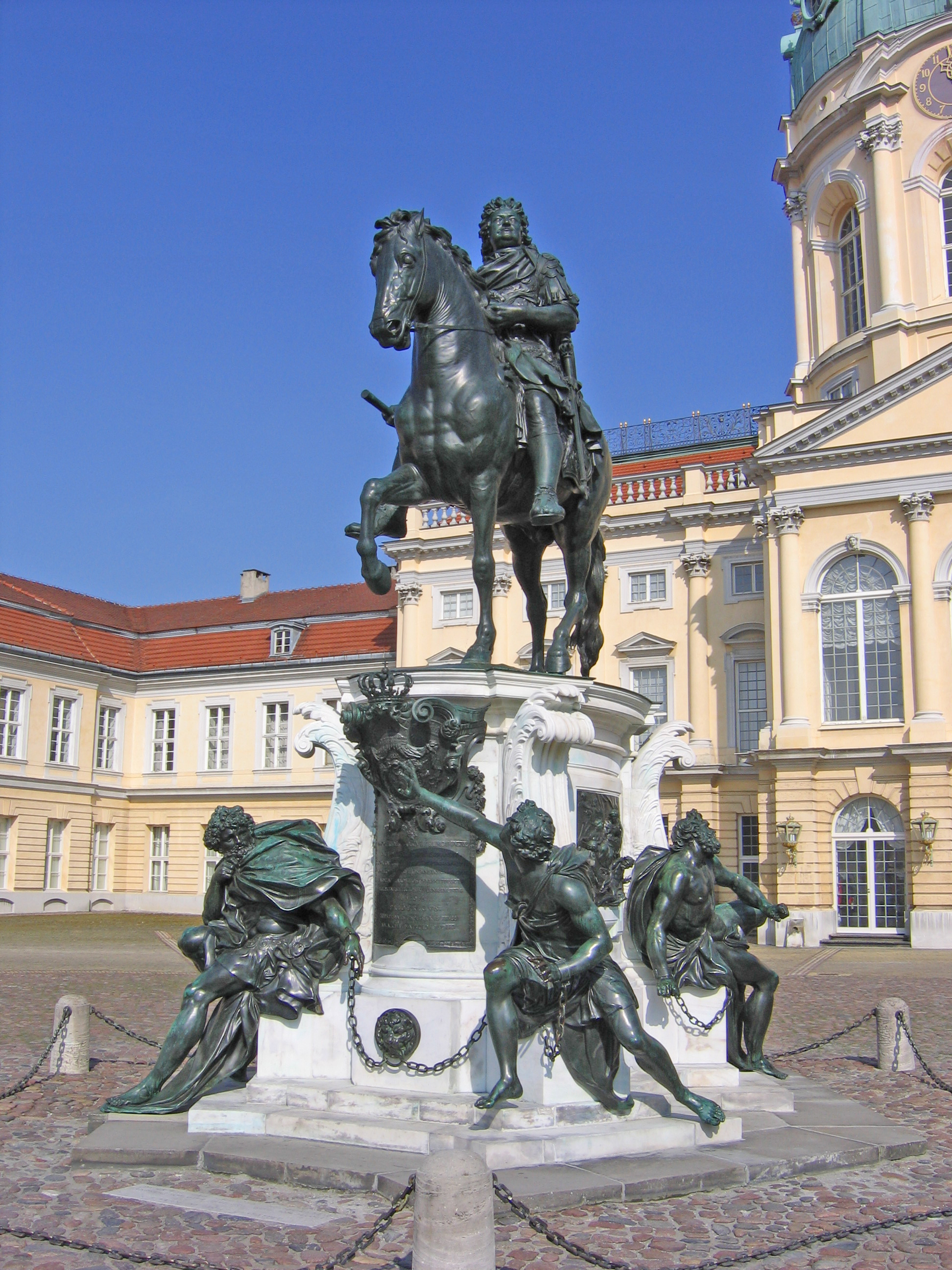
Андреас Шлютер, Монумент курфюрста Фридриха Вильгельма
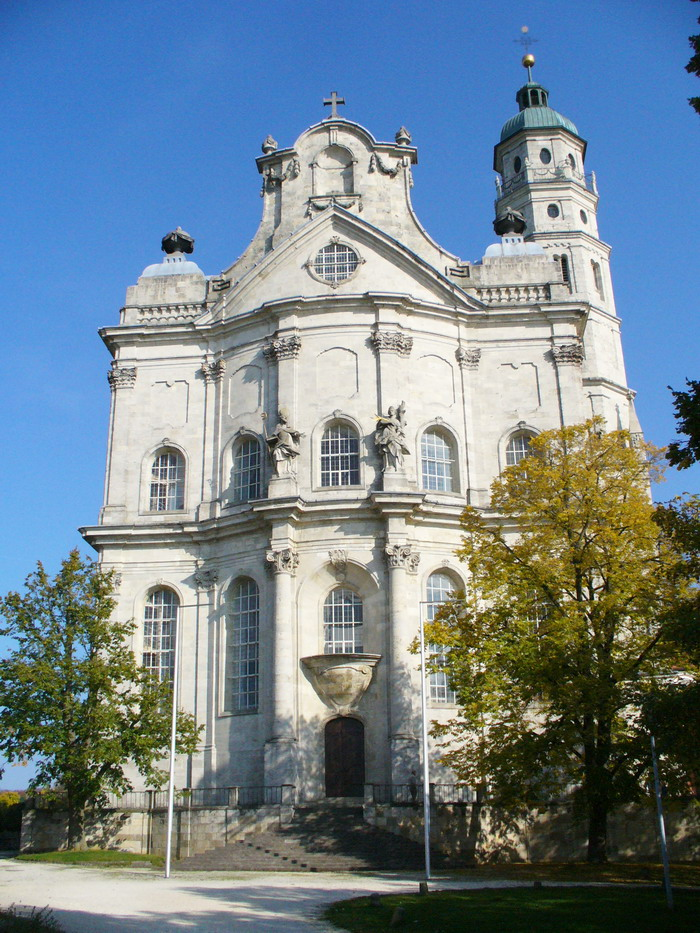
Бальтазар Нейман. Церковь аббатства Нересхайм
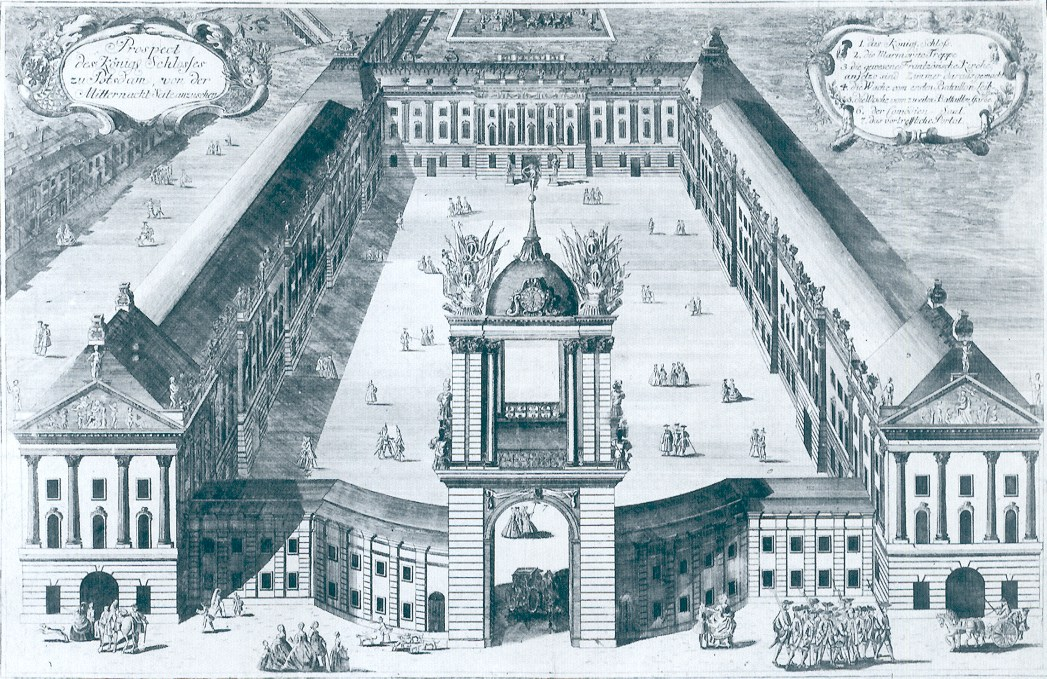
Георг Венцеслаус фон Кнобельсдорф, Штадтшлос, Потсдам
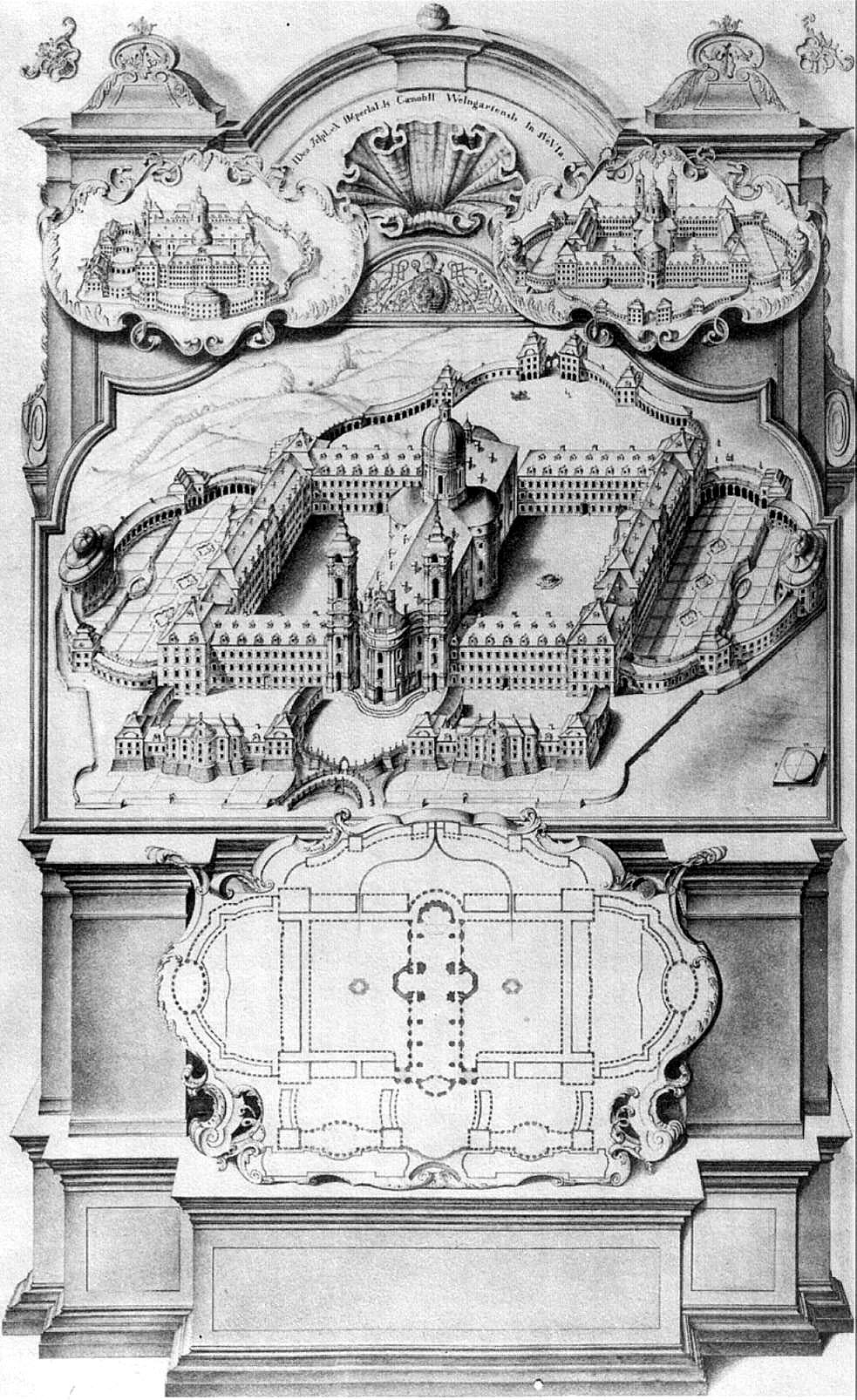
Монастырь Вейнгартен, план
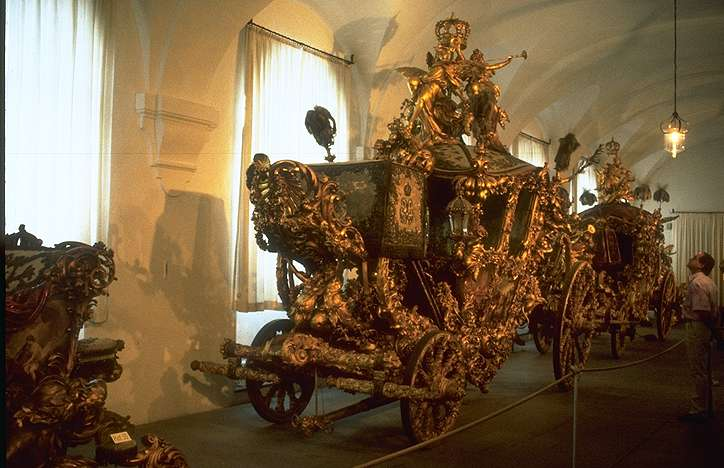
Дворец Нимфенбург, золочёная карета
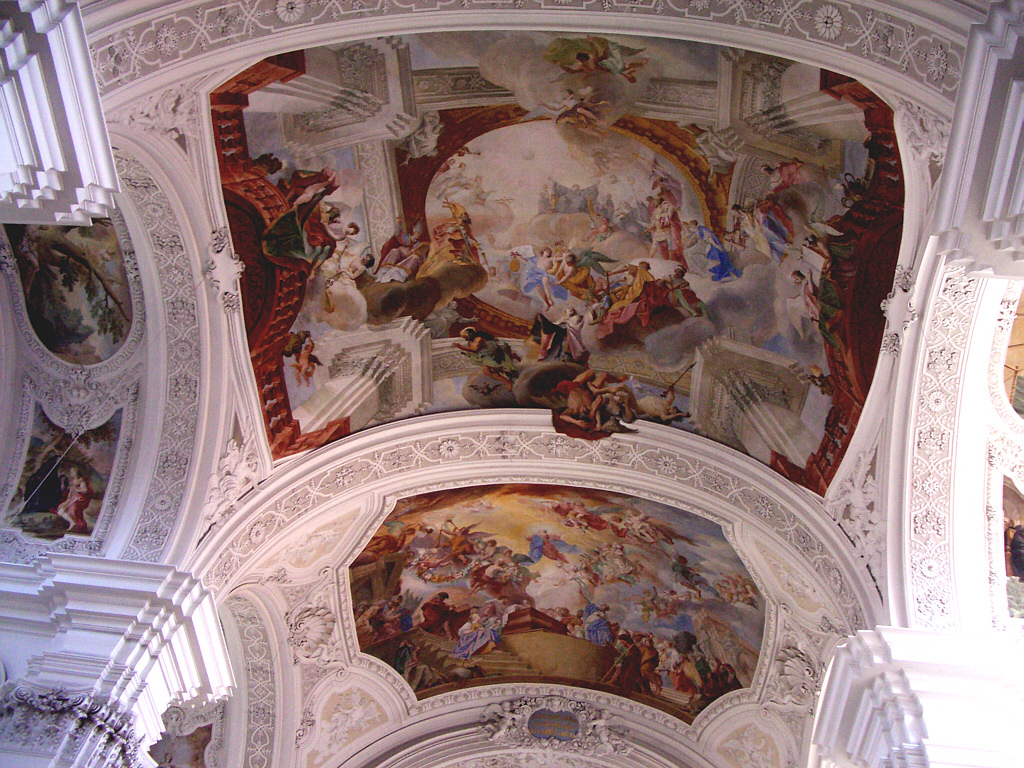
Базилика монастыря Вейнгартен, барочные фрески

К архитекторам немецкого и чешского барокко первой волны принадлежит Авраам Лейтнер (ок. 1639—1701). Он работал вместе с итальянцем Франческо Каратти над строительством Чернинского дворца в Праге. Известны образцы его проектных решений конца XVII века; он разработал ряд проектов небольших сооружений в окружении садов барокко или барочных обрамлений. Уступчатые или необычные по форме сооружения Лейтнера, органично связанные с парковым окружением, станут предшественниками парковых павильонов эпохи рококо.

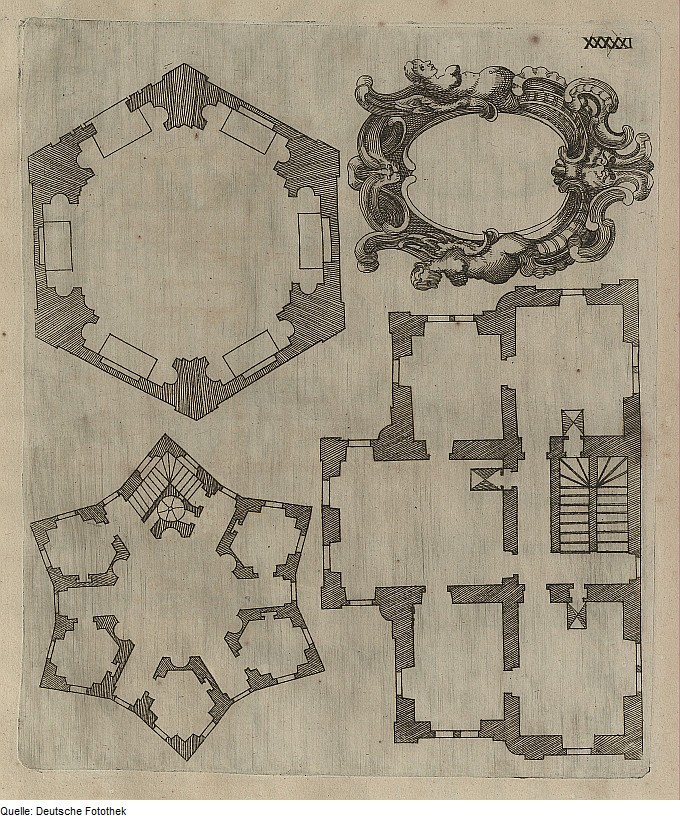
Проекты парковых сооружений Авраама Лейтнера
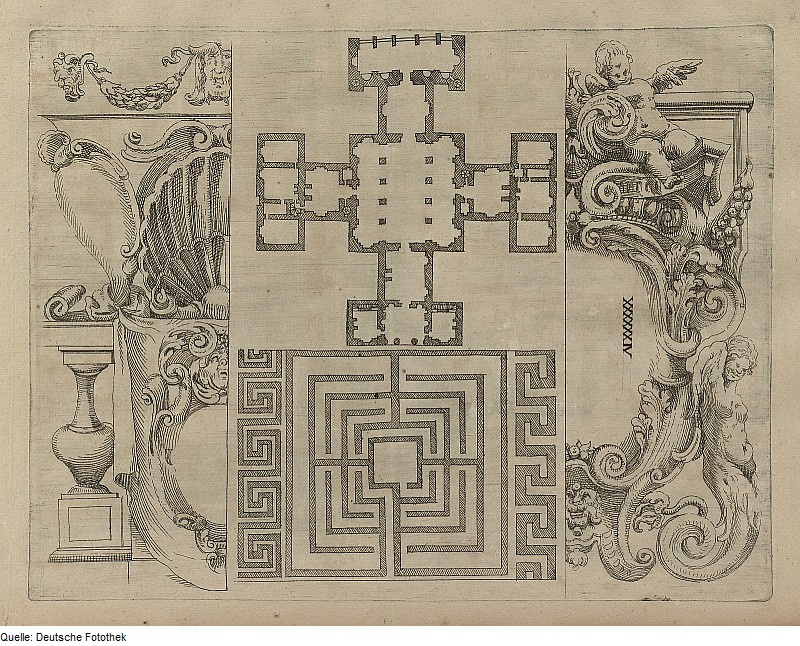
Авраам Лейтнер, проект дворца и лабиринта
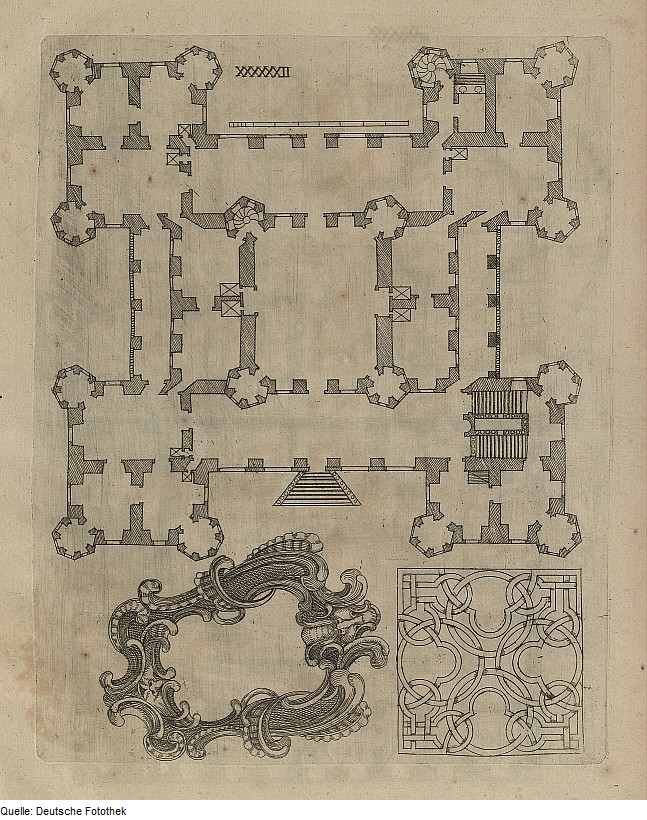
Авраам Лейтнер, замковое сооружение с башнями
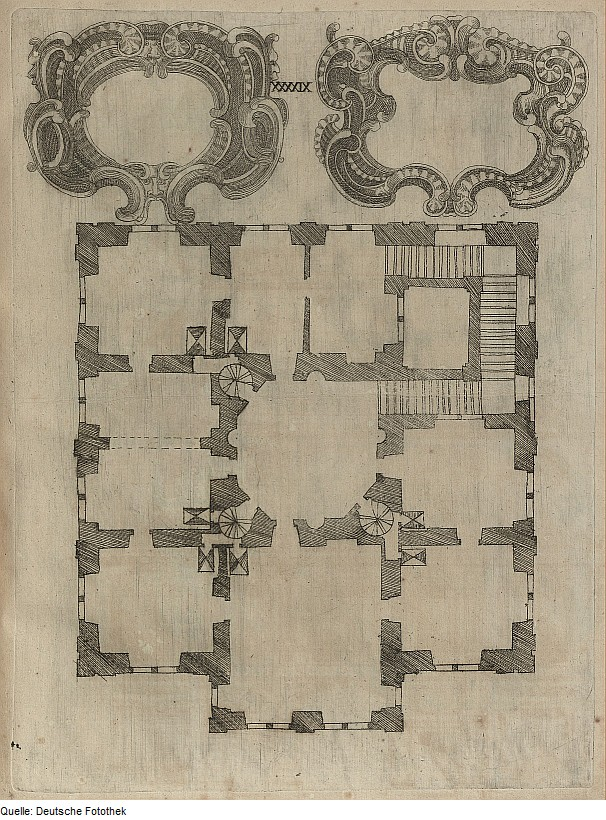

Все признаки итальянского барокко (монументальность, величие, масштабность, мастерское использование природного окружения) сохранили сакральные сооружения тех земель Германии, которые не порвали связь с папским Римом и католическим вероисповеданием (монастырь Этталь, Бавария, монастырь Банц, Верхняя Франкония, базилика Вальдзассен, монастырь в Оттобойрене). В XVIII веке к ним добавились пышные резиденции служителей церкви и светских властителей — Цвингер в Дрездене, дворец архиепископа в городе Вюрцбург, дворец маркграфа Карла Вильгельма в Карлсруэ, ансамбль сооружений Вильгельмсхёхе, г. Кассель. Это уже настоящие ансамбли парадных, представительских и хозяйственных сооружений, созданных в едином стиле, ансамбли, которые напоминают отдельные, небольшие города.

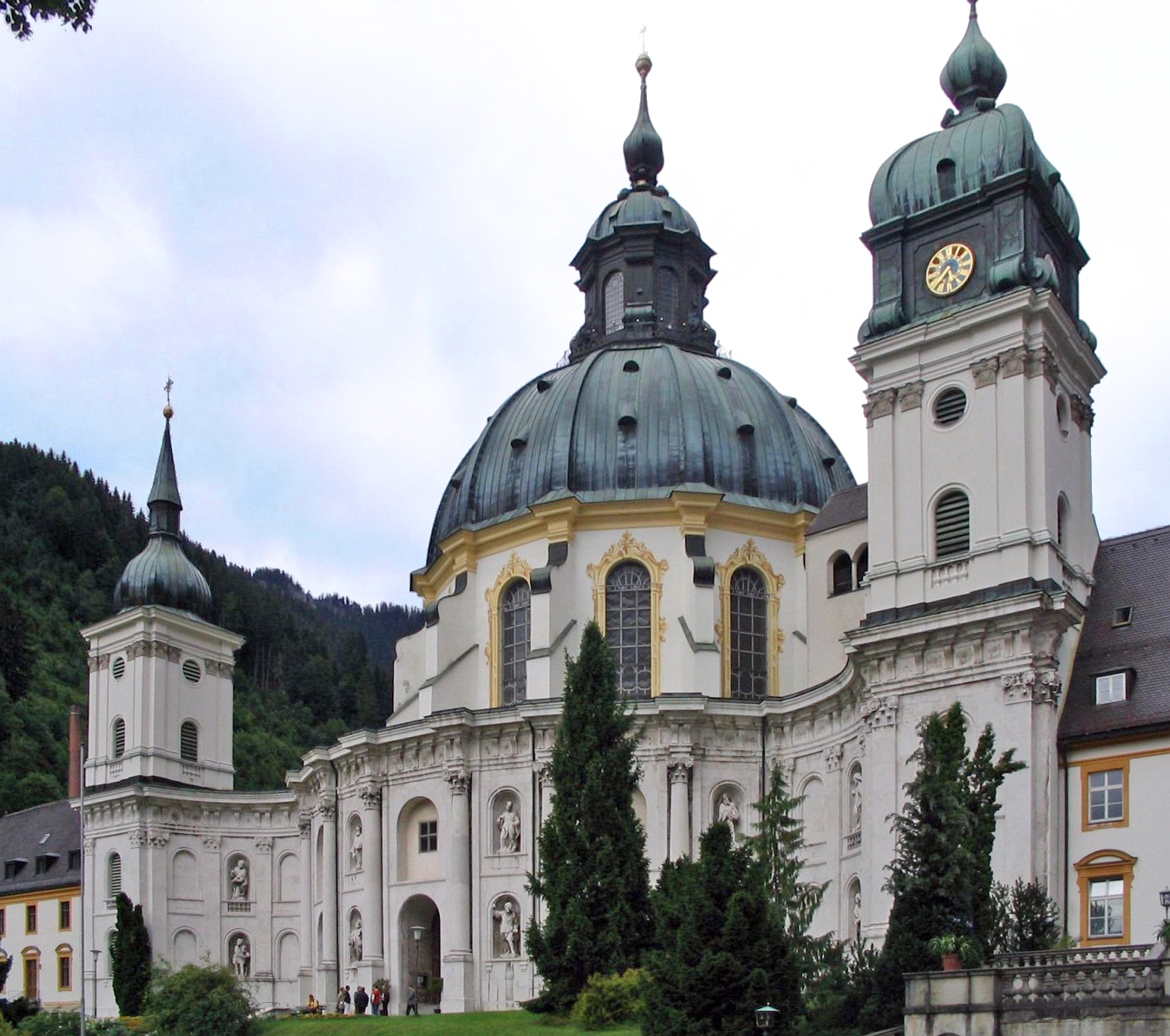
Монастырь Этталь, Бавария.

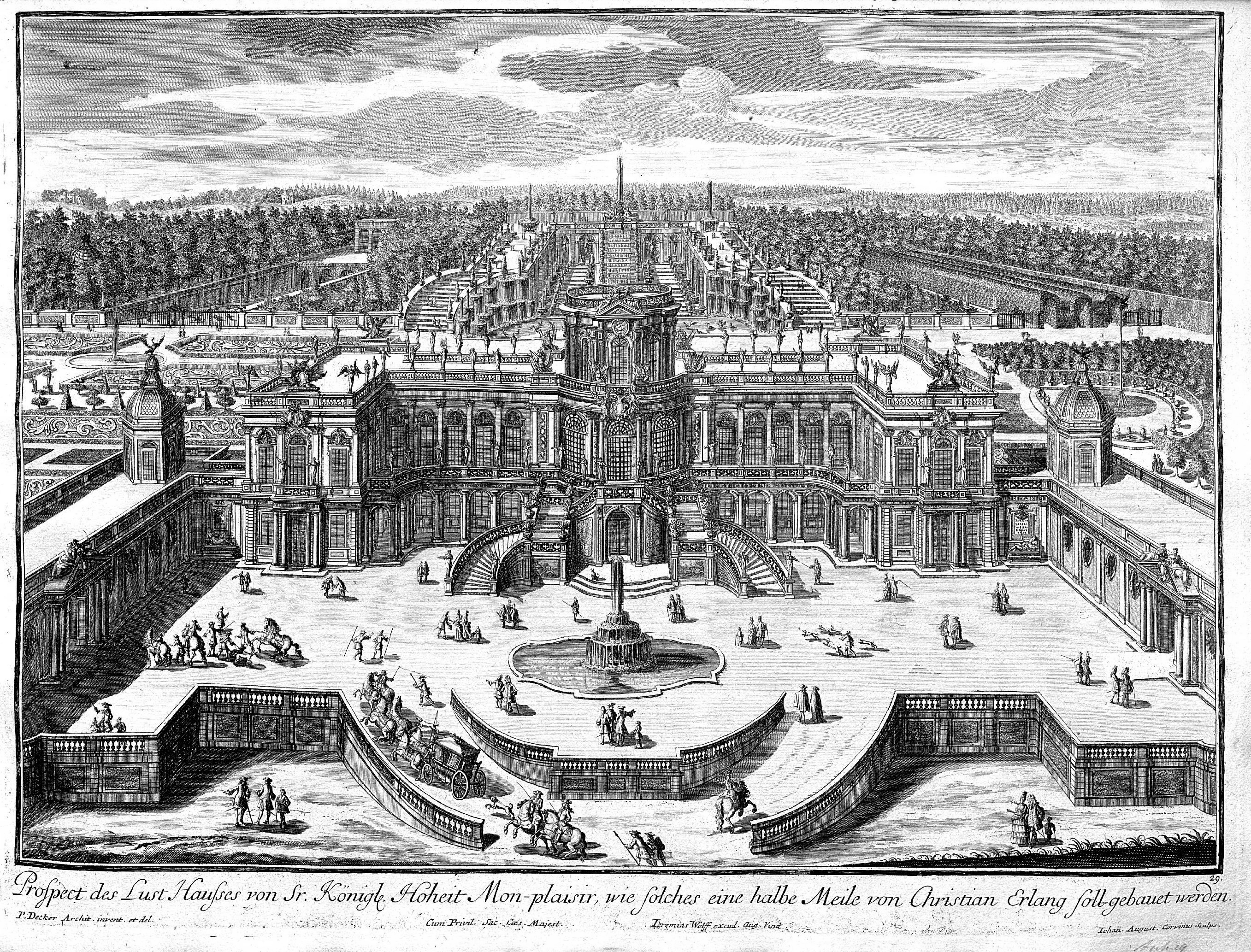
Арх. Пауль Декер. Княжеский дворец, проект 1711 года.

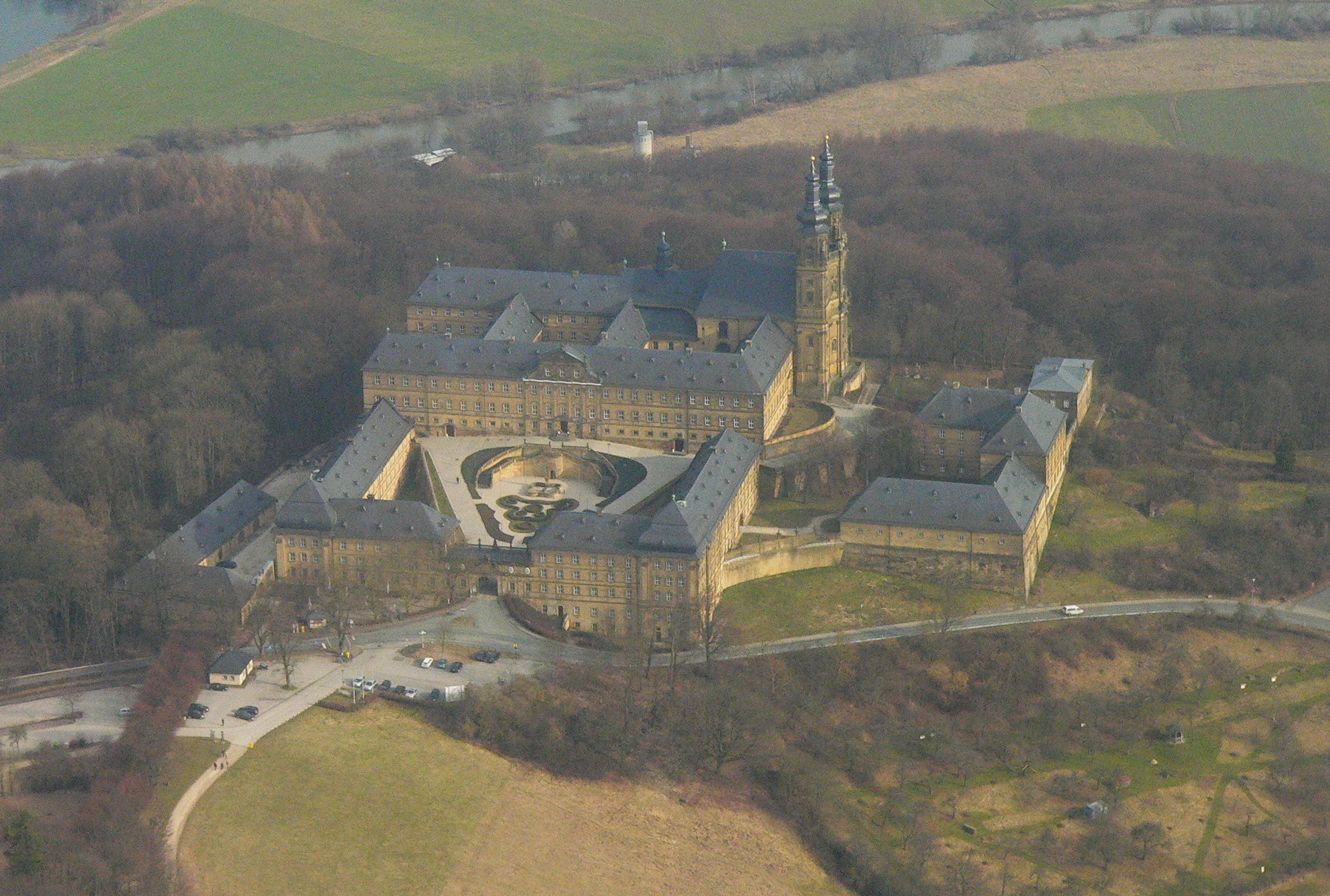
Монастырь Банц, Верхняя Франкония.

Среди выдающихся художников своего времени — Иоганн Давид Штейнгрубер (1702—1787), который работал над строительством дворцов в Мангейме и Раштате, в княжестве Ансбах. Он вынужденно заканчивал уже начатые сооружения и собственный опыт архитектора изложил в теоретических трудах «Architeccture Civile» (напечатан примерно в 1748 году) и книге «Практический курс гражданской архитектуры» (1763 г.)
Конкуренция между архитекторами и поиски новой (идейной и формальной) выразительности сооружений привели художников к сближению планов архитектурных сооружений и латинских букв. Так, Антон Глоннер, который был современником Иоганна Давида Штейнгрубера, предложил проект новых коллегии и церкви для иезуитов в виде монограммы Христа — «IHS».
Талантливый, с развитой эрудицией Штейнгрубер пошел дальше и создал ряд проектов княжеских дворцов, поземные планы которых — несколько латинских букв, внутреннее пустое поле которых разработано как ряд залов, жилых помещений, коридоров, винтовых лестниц. Контур букв — внешние стены дворцовых сооружений, разработанные и украшенные как привычные тогдашние сооружения — с окнами, порталами, междуэтажными карнизами, парапетами, украшенными скульптурами, ризалитами. Проекты, опубликованные в 1773 году, не что иное как интересная бумажная архитектура.
Так, буква «Е» — это жилой комплекс на три этажа, где среднее выступление буквы «Е» разработано как часовня с куполом. Буквы обыграны настолько удачно, что некоторые могли быть полностью реализованы — например, литера «Н» или «Х», план последней несколько напоминал план охотничьего дворца Ступиниджи Филиппо Ювари. Виртуозно обыграна даже буква «S», которую искусный Штейнгрубер подал как неожиданный княжеский дворец с двумя куполами. Конечно, часть литер-сооружений вызвала удивление как экзотика и игра смыслов, как произведение, достойное кабинета курьезов, а не как реальный проект. Чертежи сооружений в виде букв Иоганна Давида Штейнгрубера (с детально разработанными фасадами) — предмет изучения современных студентов-архитекторов, искусствоведов и коллекционеров.

## Фарфор Германии
Секрет китайского фарфора в Европе получили не заимствованием, а собственным открытием. Сделали это в Саксонии, в городе Дрезден, где был достаточный опыт в горном деле. Была организована специальная лаборатория, где талантливому авантюристу и фальшивомонетчику Беттгеру создали условия для соответствующей работы. Каждый из экспериментов Беттгера фиксировался в протоколах. В записях за январь 1709 года отмечен первый удачный эксперимент и рецепт смеси. В марте того же года появилась запись о получении качественного белого фарфора с тонкой глазурью и всеми необходимыми свойствами для росписей.

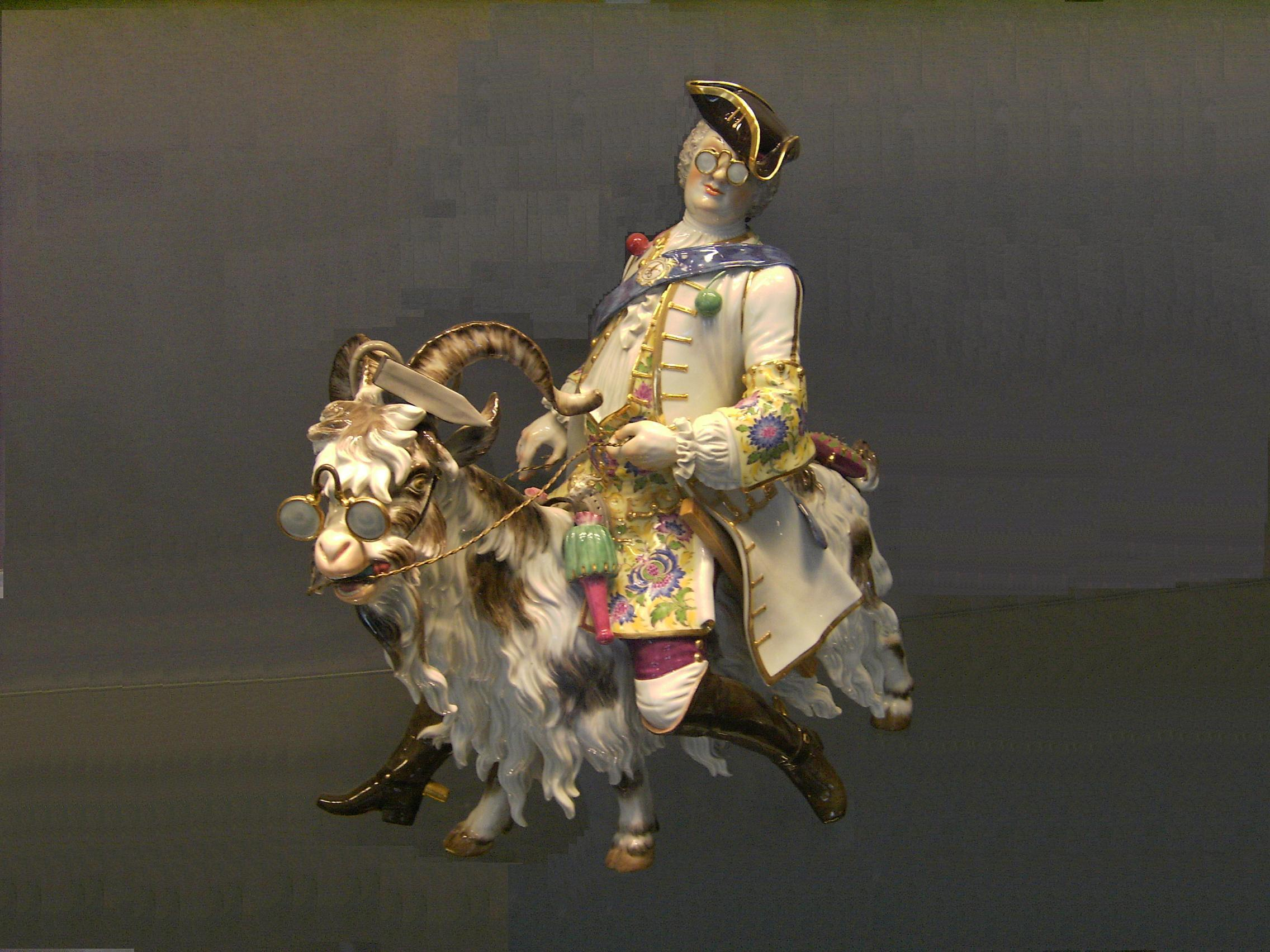
Шут верхом на коне. Мейсенская фарфоровая статуэтка.
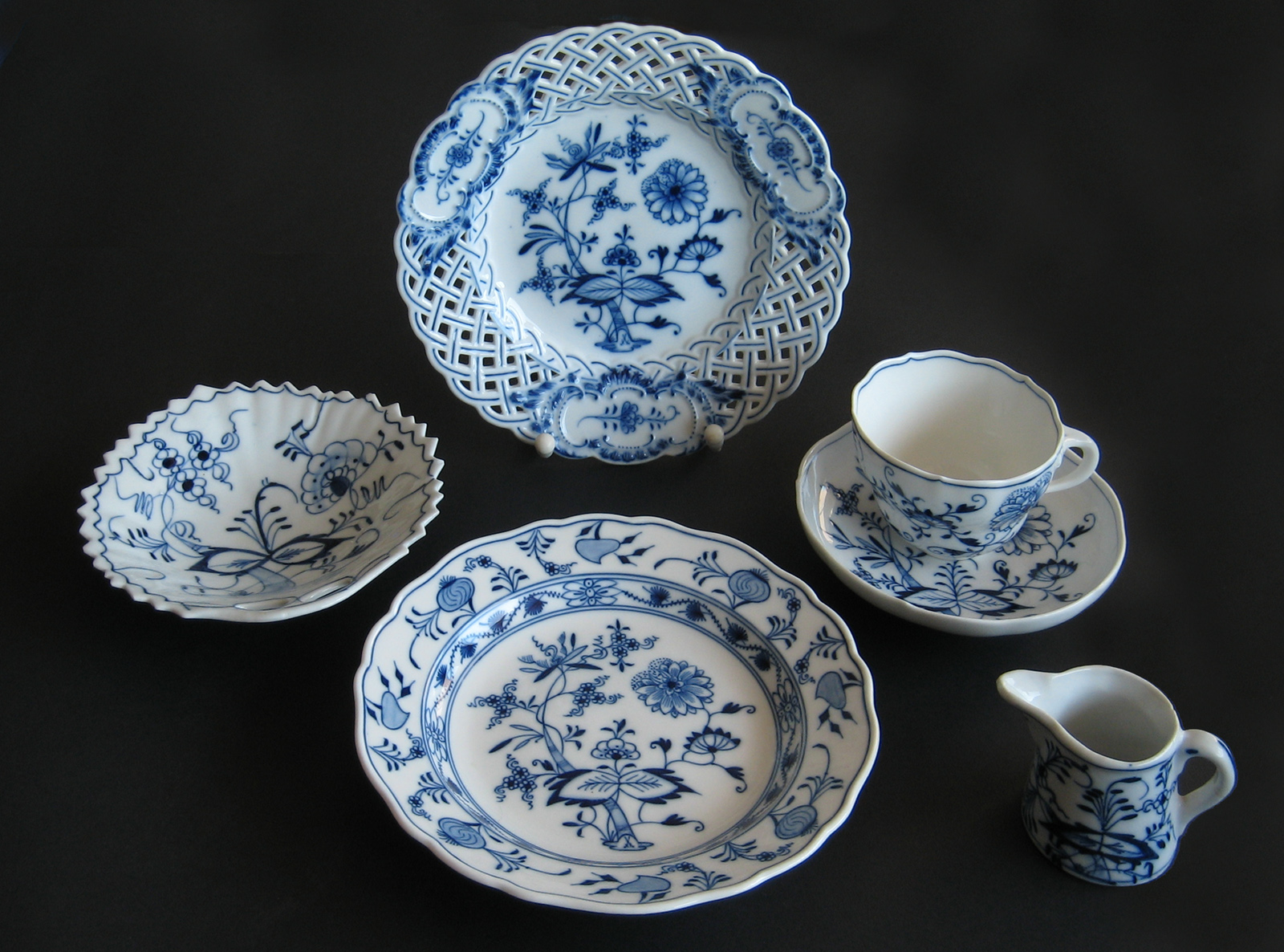
Посуда мейсенской мануфактуры
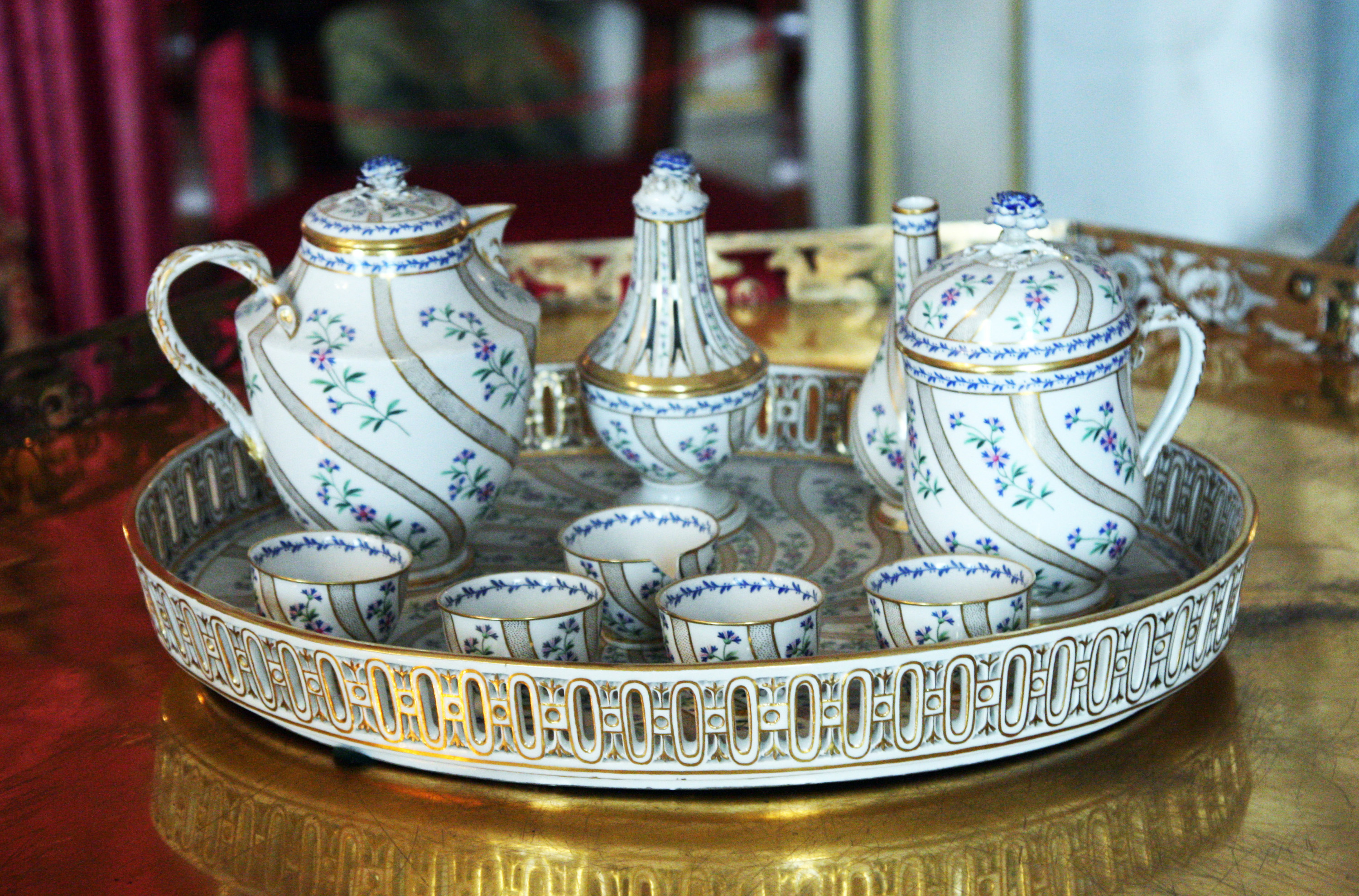
Мейсенский фарфор в 1810-1820 гг.
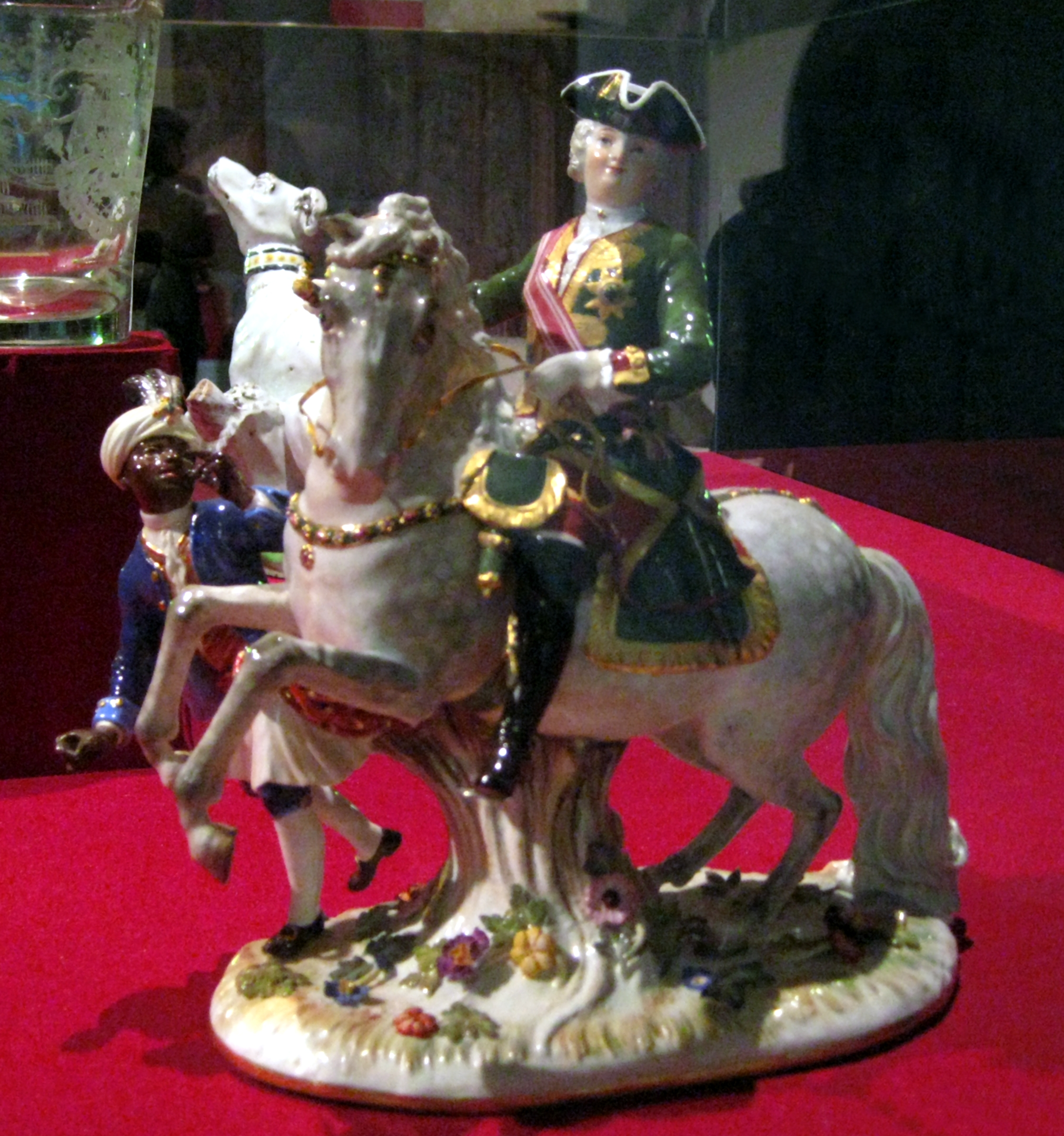
«Российская императрица Елизавета Петровна », ок. 1748 р.

## XIX век

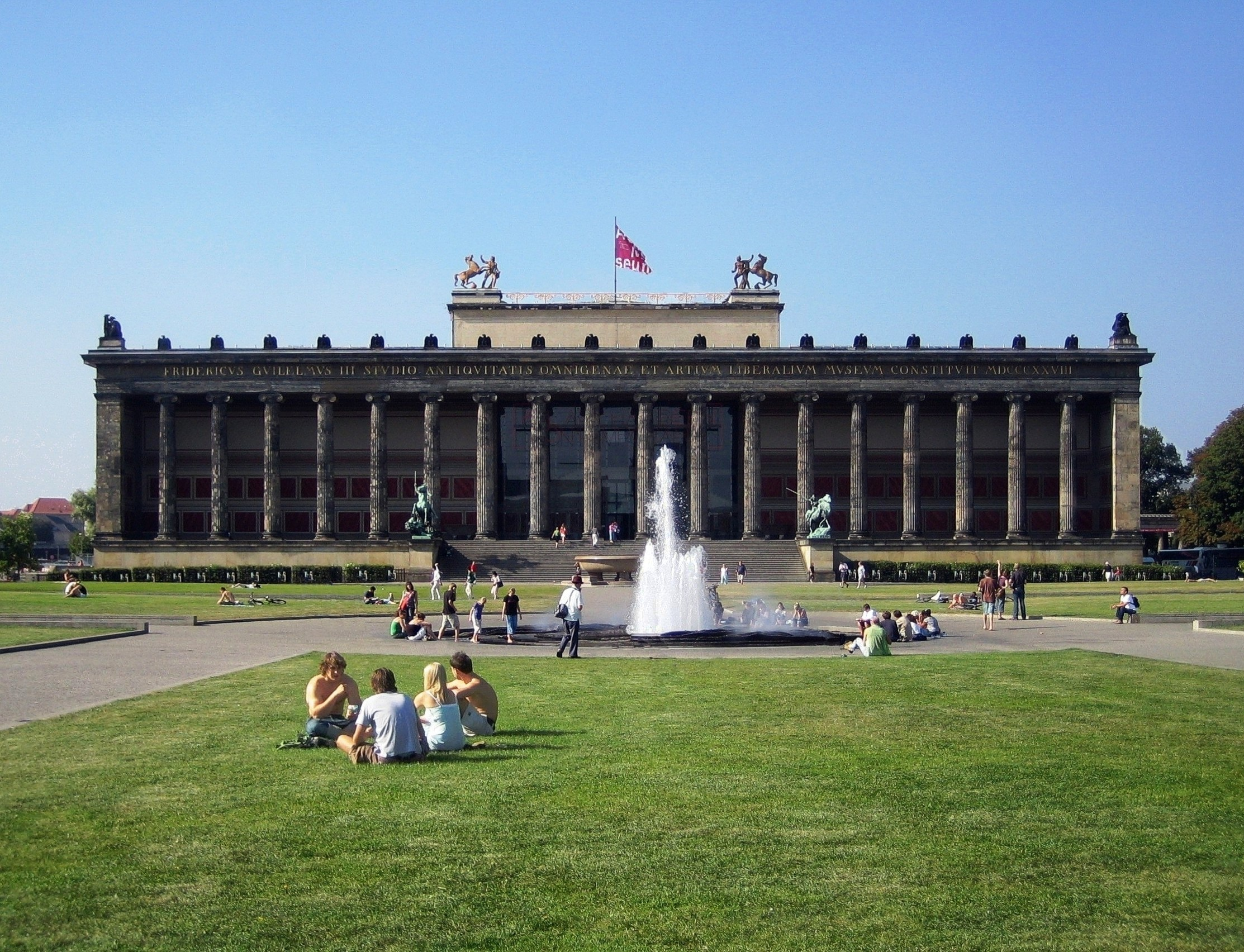
Египетский музей и собрание папирусов, Берлин.

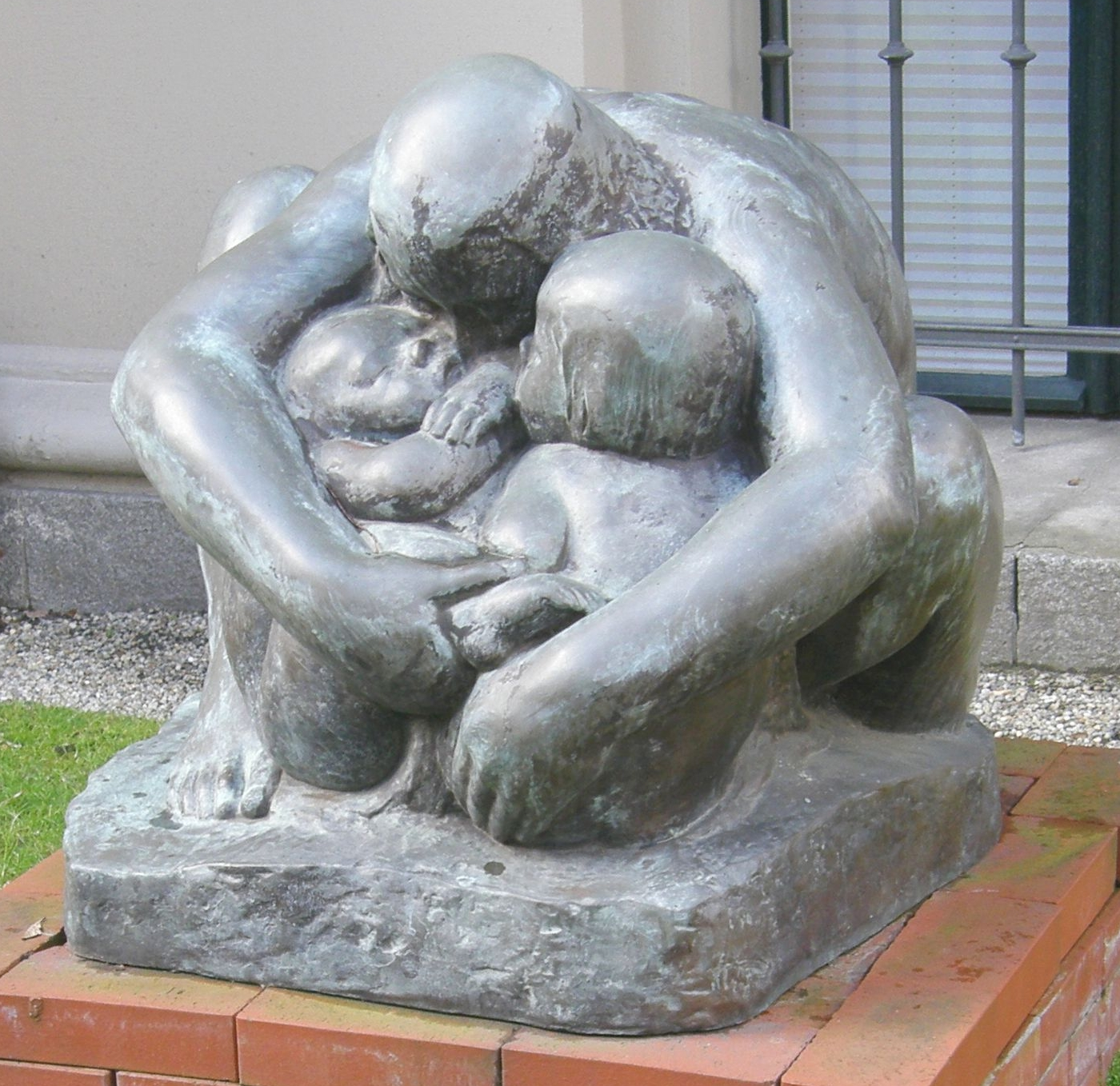
Кете Кольвиц, скульптура «Мать»

В духовной жизни Германии на первые позиции выходит политика, а не искусство.
В начале XIX в. немецкие княжества стали ареной наполеоновских войн. Военное поражение Пруссии побудило правительство к проведению буржуазных реформ. Важное место в развитии земель заняли ученые и наука, а с 1840-х гг. начался промышленный переворот.
В XIX веке немецкие княжества «железом и кровью» были объединены в единое государство под руководством воинственной Пруссии. Германия становится капиталистическим государством с примесями феодализма и значительного социального расслоения. Сформирована Германская империя, начался колониальный захват земель в Европе и Африке. Агрессивная политика приведет к Франко-прусской войны 1870-71 гг., закончившейся победой Германии.
В области искусства начинаются попытки создания проектов, которые были бы символами национального воссоединения. Достраиваются готические соборы (Кёльнский собор). Германия становится страной огромных музеев, символизирующих величие германской нации, достижение ею культурного уровня Франции или Британии. Построены -
- Старая Пинакотека, Мюнхен (арх. Лео фон Кленце)
- здание Дрезденской картинной галереи (арх. Готфрид Земпер)
- Музейный остров в Берлине.

Необычным для этого времени было творчество художника Морица Даниэля Оппенгейма, который избирал для своих картин темы из повседневной жизни еврейской общины.

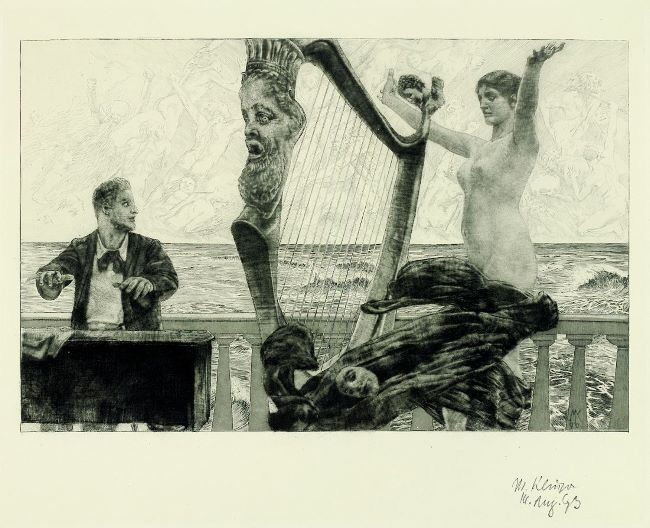
Макс Клингер, Брамс, фантазия
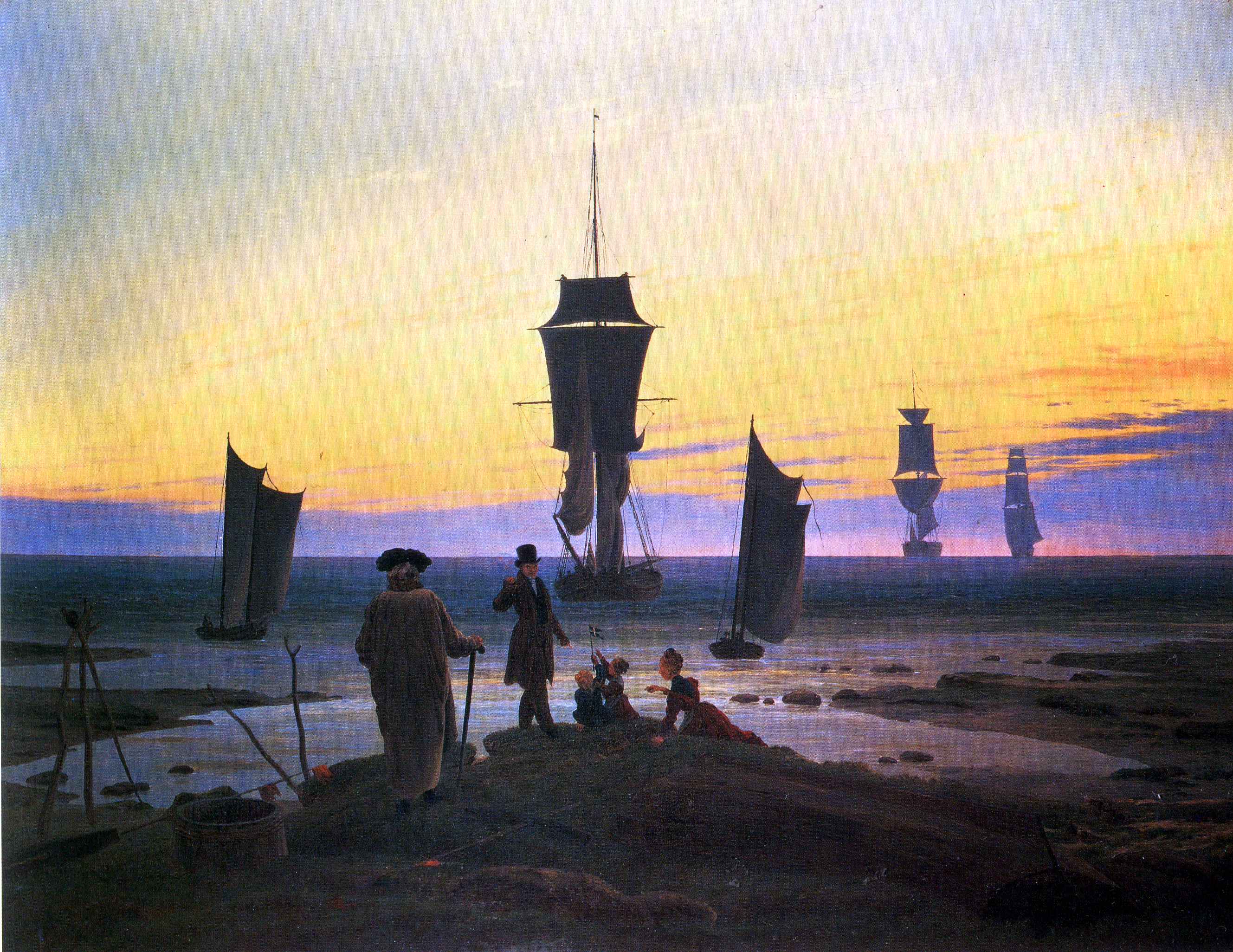
Каспар Давид Фридрих, «Четыре возраста жизни»
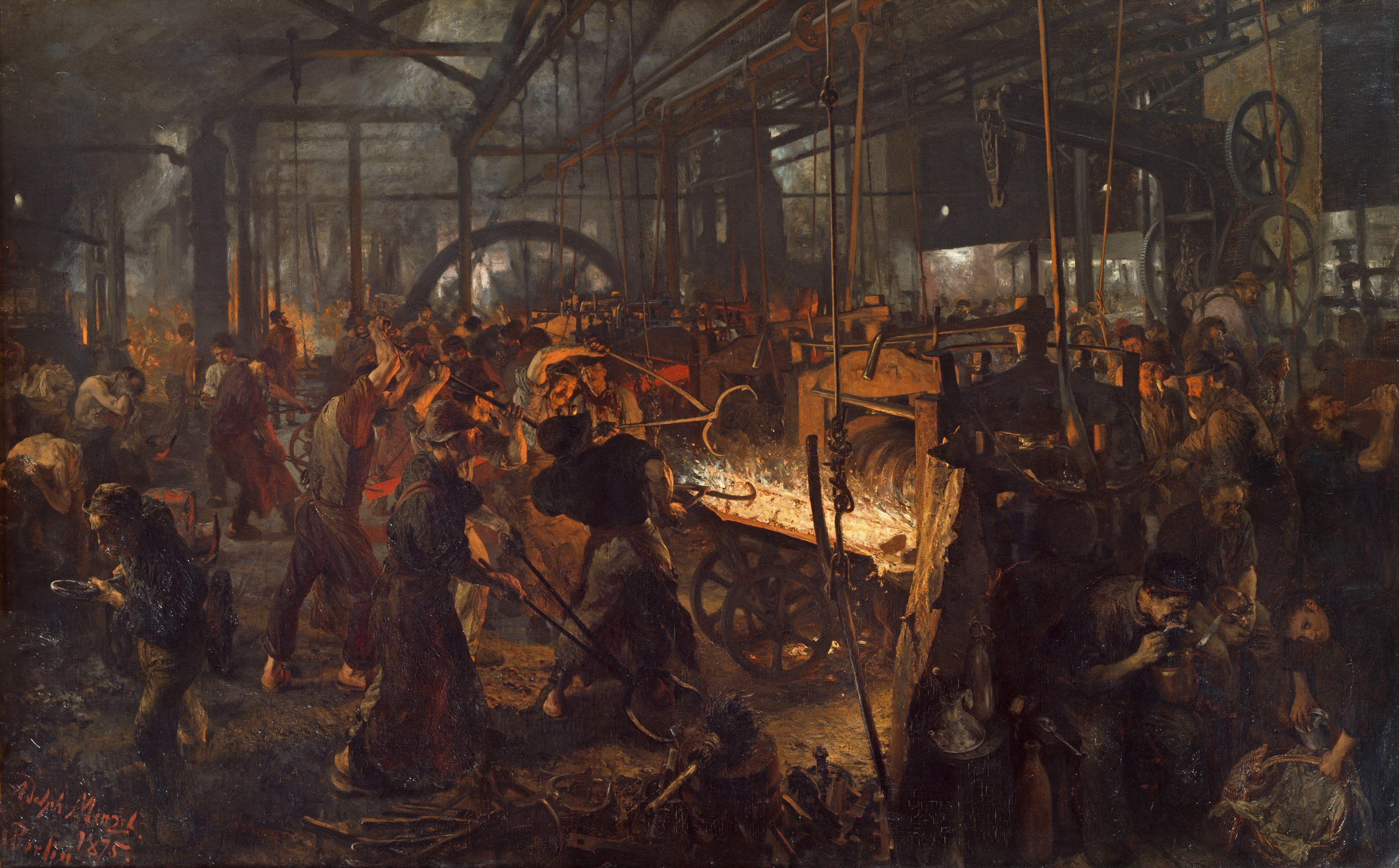
Адольф фон Менцель, «Железопрокатный завод»
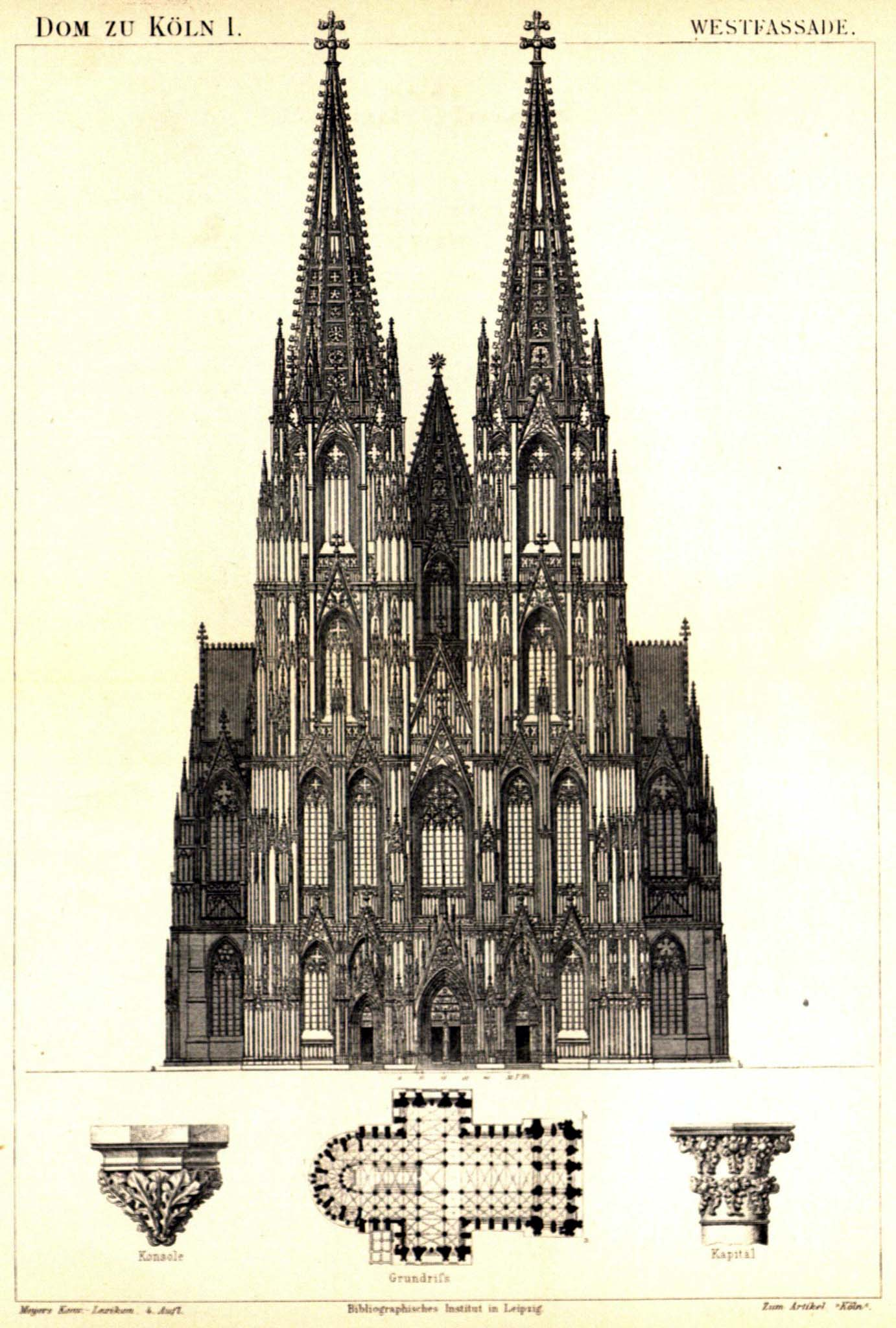
Достроен в XIX веке Кёльнский собор, проектное решение

Германия идёт в русле известных художественных стилей Западной Европы -
- поздний классицизм с ориентацией не на французские, а на древнегреческие образцы (Бранденбургские ворота, Новая караульня, так называемый Старый музей (или Египетский музей и собрание папирусов), Драматический театр в Берлине, некоторые сооружения в Потсдаме, Пропилеи в городе Мюнхен)
- романтизм (Каспар Давид Фридрих)
- реализм (Макс Либерман, Адольф фон Менцель)
- эклектика (архитекторы Готфрид Земпер, Фридрих Хициг, Пауль Валлот)
- академизм и салонное искусство (Мориц Ретч, Макс Клингер)

Заложены традиции возвращения немецкому искусству утраченных демократических установок и тем (Кете Кольвиц, Эрнст Барлах).
Но в то же время, созданы условия для возникновения формалистических, агрессивно-модерновых стилей, разрушительных по направлению — немецкий экспрессионизм, дадаизм, абстракционизм, которые расцветут уже в XX веке.